# Mohr
Mohr ist eine veraltete deutschsprachige Bezeichnung für dunkelhäutige Afrikaner. Historisch (alt- und mittelhochdeutsch) bezeichnete man damit zunächst die Mauren als Bewohner des antiken und mittelalterlichen Nordafrika; bereits im Mittelalter aber auch schon verallgemeinernd Menschen mit dunkler Hautfarbe, ab dem 16. Jahrhundert zunehmend in dieser erweiterten Bedeutung.
Das Wort wird nur noch selten verwendet, und wenn, dann im historischen oder literarischen Zusammenhang oder als Teil von Bezeichnungen, zum Beispiel als Wappenfigur in der Heraldik. Die Bezeichnung und das Bild des „Mohren“ fanden außerdem Eingang in zahlreiche Folgebezeichnungen, zum Beispiel im Bereich der Fauna und Flora. Bildliche Darstellungen des Mohren dienten als Unternehmenslogo und in der Werbung für bestimmte Produkte, aber auch im Rahmen unterschiedlicher Bräuche. Im 21. Jahrhundert haben mehrere Unternehmen ihre Figuren verändert.
Seit etwa 1960 wird auf die Zwiespältigkeit des Wortes zwischen historischer Entwicklung und Verwendung als stereotype Bezeichnung hingewiesen, die eine bestimmte Vorstellung von einem Schwarzen wecke, was zu Diskussionen um dessen rassistisch diskriminierenden Charakter führte.

## Sprachgeschichte
Das Wort ist im Althochdeutschen des 8. Jahrhunderts in der Form mōr belegt, im Mittelhochdeutschen als mōr oder mōre. Es bezeichnete zunächst einen „Bewohner Mauretaniens (Marokkos), Äthiopiens“, dann auch einen Menschen mit dunkler Hautfarbe, und ist eine Entlehnung aus lateinisch Maurus, „Bewohner der nordafrikanischen Provinz Mauretanien, Maure, Nordwestafrikaner“.
Die lateinische Bezeichnung Maurus „Maure“ wiederum geht auf altgriechisch Μαῦρος Mauros, „Bewohner Mauretaniens“, zurück; das antike Königreich hat mit dem heutigen westafrikanischen Staat Mauretanien nichts gemein. Das Ausgangswort ist umstritten. Es wird einerseits auf eine Entlehnung aus dem Phönizischen oder aus einer Berbersprache zurückgeführt, andererseits auf Griechisch μαυρός mauros „braun, schwarz“. Dem könnte ἀμαυρός amauros „dunkel, undeutlich, schwer zu sehen; blind, hilflos“ zugrunde liegen. Dies kann aber auch eine Sekundärbildung zur ethnischen Bezeichnung sein, denn Wort und Bedeutung sind erst in späterem Griechisch nachgewiesen.

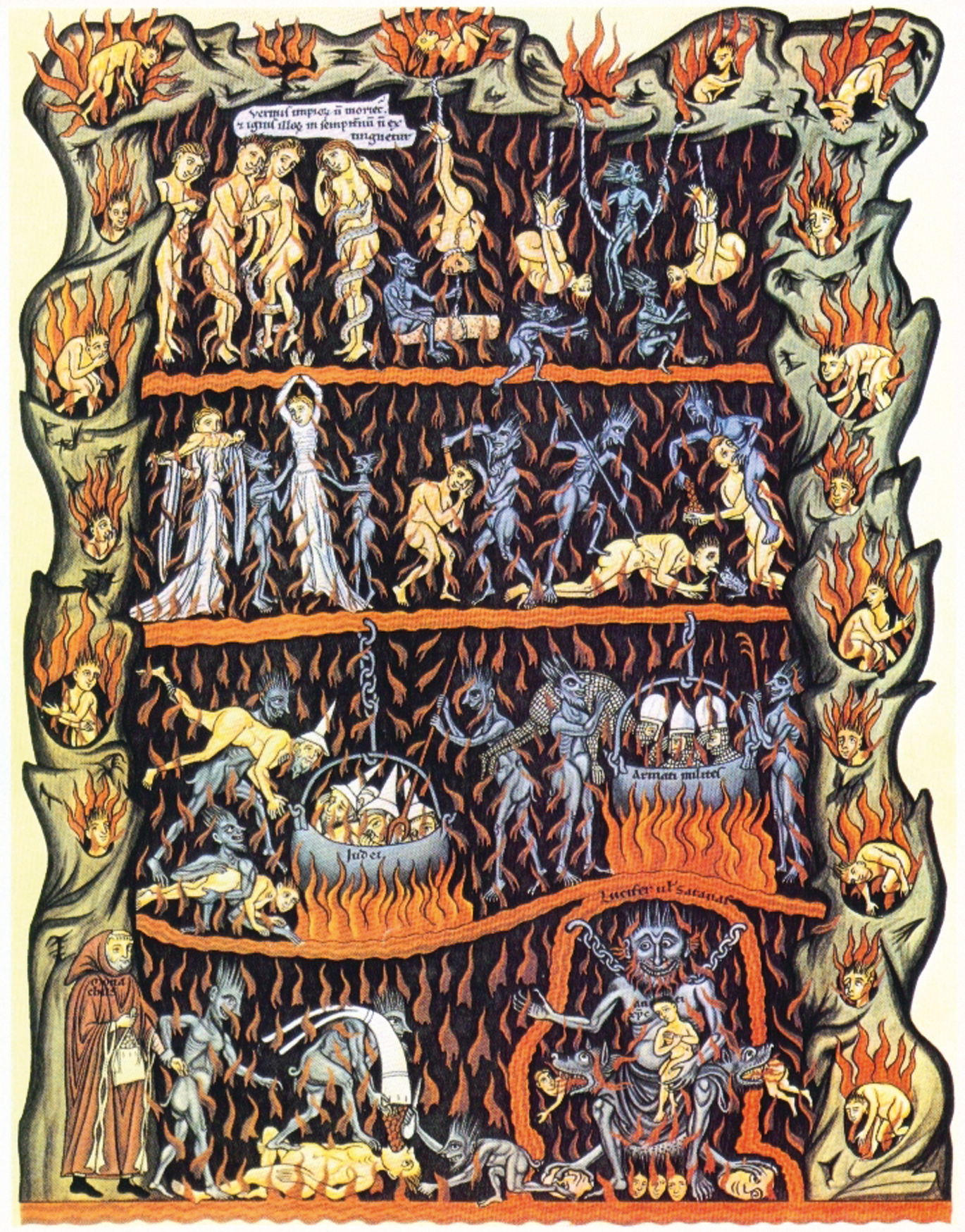
Hochmittelalterliche Darstellung der Hölle mit dunkelhäutigem Teufel im Hortus Deliciarum (Manuskript um 1180)

Sowohl das einfache mōr als auch hellemōr („Höllenmohr“) wurden als Synonym für den Teufel verwendet, den man sich damals mit schwarzer Hautfarbe vorstellte. So dichtete Walther von der Vogelweide im 13. Jahrhundert: „Nun lehret ihn sein schwarzes Buch, das ihm der Hölle Mohr gegeben hat, und aus ihm lesen sie nun vor.“ Im Mittelhochdeutschen wurde außerdem zwischen swarzer mōr („Maure mit dunkler Hautfarbe“) und mōr („Maure“) unterschieden. Ab dem 16. Jahrhundert galt „Mohr“ ausschließlich als Synonym für einen Menschen mit dunkler Hautfarbe, während der Maure fortan als solcher bezeichnet wurde. Englisch moor, seit 1390 vermittelt durch französisch more, italienisch und spanisch moro sowie französisch maure bewahrten dagegen die ethnische oder geographische Zuschreibung.
Als im 18. Jahrhundert der Ausdruck „Mohr“ zunehmend durch „Neger“ ersetzt wurde, entwickelte sich laut Susan Arndt ein Gegensatz vom edlen Mohren einer noch vorkolonialen Vorstellungswelt und dem kolonialen primitiven Neger. Rassentheoretische Versuche, zwischen schwarzafrikanischen „Negern“ und „weißafrikanischen“ „Mohren“ zu differenzieren oder Völker Afrikas mithilfe der Hamitentheorie zu kategorisieren, sind veraltet. Die Bezeichnung „Mohr“ für einen Menschen dunkler Hautfarbe wird heute nur noch historisch verwendet.
Die Bezeichnung „Mohr“ wird heute vielfach als rassistisch diskriminierender Ausdruck verstanden. Laut beispielsweise der Kulturwissenschaftlerin Susan Arndt sei vor diesem Hintergrund zu überdenken, ob diesem Begriff als Bezeichnung für Straßen oder Apotheken weiterhin ein „terminologisches Denkmal gesetzt“ werden solle.

## Bedeutung in anderen Sprachen

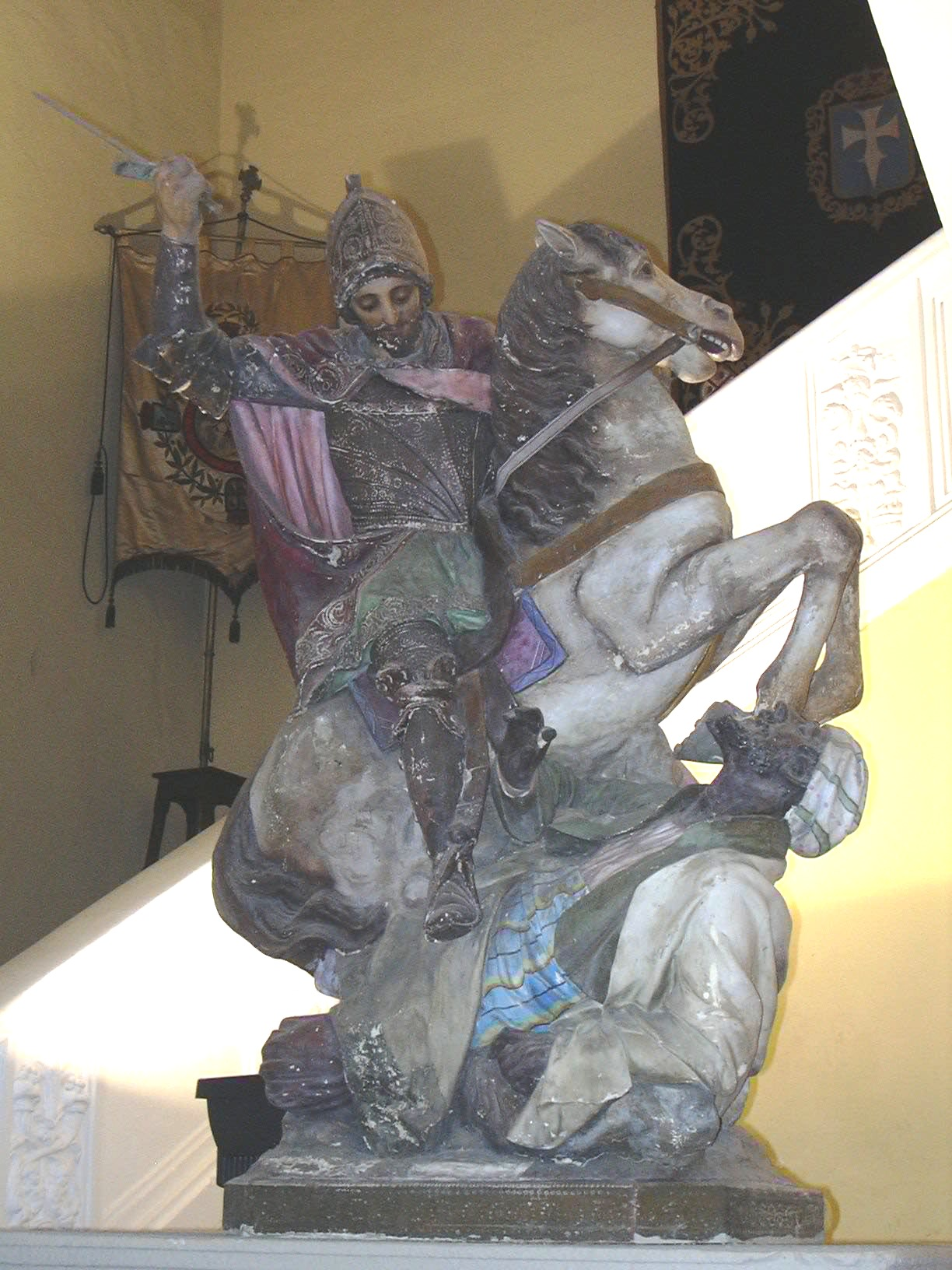
Statue von Santiago Matamoros (Sankt Jakobus der Maurentöter, Saragossa im Haus von Miguel Donlope)

Dänisch und schwedisch morian, und das davon abstammende finnische murjaani, sowie polnisch murzyn haben ein ähnliches Bedeutungsspektrum wie Mohr.
Im Französischen wird sowohl le more als auch le maure (ebenso Lemaure) in der Regel als „der Maure“ verstanden. In den aktuellen Wörterbüchern gilt die Schreibweise mit o daher lediglich als orthographische Variante.
Die Sarden nennen die vier „Mohren“ auf ihrem Wappen und auf ihrer Fahne Sos Bator Moros, wobei Moru mit „Braun-“ bzw. „Dunkelhäutiger“ zu übersetzen ist.
Die Korsen sprechen entsprechend von u Moru. Beides ist im Deutschen eher mit „der Maure“ zu übersetzen als mit „der Mohr“.
Im Italienischen bedeutet il moro zunächst der Mohr im Sinne von „der Dunkle“ (siehe Ludovico Sforza) oder „Schwarzbraune“, nicht aber „der Schwarze“ (il nero). Es ist eine Bezeichnung, die eher auf die dunkelhäutigen Mauren als auf Schwarzafrikaner bezogen wird.
Im Spanischen ist el moro ebenfalls nicht der Mohr, sondern historisch eine Bezeichnung für die arabisch-muslimischen Mauren, die Spanien zwischenzeitlich erobert hatten. Heute wird es auch allgemeiner als Fremdbezeichnung für muslimische Araber verwendet, und hat dabei eine negative Konnotation. In diesem Zusammenhang ist auch der Beiname „Matamoros“ für den heiligen Jakobus den Älteren zu sehen, der in der Übersetzung und Ikonographie meist als „Maurentöter“ bzw. „Maurenschlächter“, nur selten als „Mohrentöter“' bzw. „Mohrenschlächter“ wiedergegeben wird.
Auch im Englischen werden mit „the Moors“ die mittelalterlichen muslimischen Einwohner von al-Andalus, also der Iberischen Halbinsel, und des Maghreb bezeichnet, deren Kultur moorish genannt wird. Der Mohr als schwarzer Afrikaner ist im Englischen dagegen analog zum Mittelhochdeutschen the blackamoor.

## Mohr als Stereotyp
Selten beruhen mitteleuropäische Darstellungen von „Mohren“ auf tatsächlichen Begegnungen, weit eher auf Reisebeschreibungen und überlieferten Darstellungen. Historische Abbildungen von Mohren folgen daher oft einem Stereotyp: dunkle bis schwarze Haut, dicke Lippen, krauses Haar, oft mit großen Ohrringen oder anderen Attributen „wilder Völker“.
Zahlreiche Wortprägungen, historische Namen, Wappen und Abbildungen haben dieses Bild des „Mohren“ bis heute erhalten.
Begegnungen zwischen Europäern nördlich der Alpen und Afrikanern hatten bis ins 18. Jahrhundert Seltenheitswert. Zwar lebten und kämpften in der Römerzeit auch dunkelhäutige Afrikaner als Soldaten der römischen Armee in Mitteleuropa, doch endete dies mit der Zeit der Völkerwanderungen. Im Mittelalter und der Frühen Neuzeit sind bildliche Darstellungen von Menschen schwarzer Hautfarbe nördlich der Alpen daher eine bemerkenswerte Ausnahme, während in den italienischen Staaten wie der Republik Venedig als einem der Umschlagplätze des Handels zwischen Osteuropa einerseits und Afrika und den arabischen Ländern andererseits der Kontakt zu Afrika nie abriss.
Was für die christliche Komponente im Blick auf den „Höllenmohr“ und den „schwarzen Mann“ zutrifft, hat sich im Mittelalter durch die veränderte Heiligendarstellung und -verehrung (vor allem Schwarze Madonnen, ein Mohr als einer der Heiligen Drei Könige, Hl. Mauritius) und durch die positive Verwendung von Mohren in bischöflichen Wappen (unter anderem Freising, Würzburg) relativiert.
Erst seit der Kolonialzeit kamen diese „Mohren“ aus Afrika und Amerika auch als Sklaven an die europäischen Höfe. An Fürstenhöfen, aber auch bei reichen Bürgern, war es bis ins 18. Jahrhundert eine Prestigesache, „Hofmohren“ zu haben, gewöhnlich als Kammerdiener („Kammermohren“) oder soldatisch gekleidete, eher zur Zier dienende Wachen. Viele andere kamen auch zum Militär, meist als Spielleute.
Bekannte als Mohren bezeichnete Menschen sind beispielsweise Anton Wilhelm Amo († nach 1753), der „hochfürstliche Mohr“ Angelo Soliman († 1796) und Ignatius Fortuna († 1789). Solimans Haut wurde nach seinem Tod präpariert und im kaiserlichen Naturalienkabinett in Wien ausgestellt. Amo verfasste 1729 eine Schrift mit dem Titel De iure Maurorum in Europa in lateinischer Sprache (deutsch Über die Rechtsstellung der Mohren in Europa), die nicht erhalten ist.
Ein relativ frühes Beispiel für die anthropologische Einordnung von „Mohren“ zwischen europäischem Menschen und Affen stellt das im Jahr 1784 erschienene Buch Über die körperliche Verschiedenheit des Mohren vom Europäer von Samuel Thomas von Soemmerring dar. Seine Auffassungen fußten auf dem aristotelischen Konzept der Scala Naturae, der „Stufenleiter der Wesen“, und ordneten allem Leben einen festen Platz in einer Hierarchie „niederer“ und „höherer“ Wesen zu. Offiziere aus Hessen-Darmstadt hatten dem Mediziner Körper von in Deutschland verstorbenen Sklaven zur Sezierung überlassen. Diese „Mohren“ waren aus Amerika mitgebracht worden und hier durch Kälte, Infektionskrankheiten oder Suizid gestorben. Soemmering stellte seine Befunde dieser Sektionen Befunden gegenüber, die er an den Leichen von Europäern und exotischen Tieren gewonnen hatte. Er sah das „praktische Vorurtheil“ bestätigt, „dass im allgemeinen, im Durchschnitt, die afrikanischen Mohren doch in etwas näher ans Affengeschlecht, als die Europäer gränzen. Sie bleiben aber drum dennoch Menschen.“
Schließlich dienten einige als „Mohren“ bezeichnete Menschen als Ausstellungsattraktionen auf Jahrmärkten, Wandermenagerien, später in speziellen Völkerschauen (beispielsweise im zoologischen Garten der Firma Hagenbeck). Die Blütezeit der Völkerschauen war in Europa zwischen 1870 und 1940.
May Ayim, eine der Pionierinnen der afrodeutschen Bewegung und der kritischen Weißseinsforschung in Deutschland, übte in diesem Zusammenhang in der zweiten Hälfte des 20. Jahrhunderts deutliche Kritik an der christlich-abendländischen Farbsymbolik, die „die Farbe Schwarz von jeher mit dem Verwerflichen und Unerwünschten in Verbindung“ gebracht habe:
„Entsprechend sind in der frühen Literatur Beispiele zu finden, wo weiße Menschen durch unrechtmäßiges Verhalten zu ‚Mohren‘ werden. Im Kirchenvokabular des Mittelalters wurden in markanter Weise ‚Aethiops‘ und ‚Aegyptius‘ zeitweise als Bezeichnungen für den Teufel benutzt. Religiös bestimmte Vorurteile und Diskriminierungen bildeten so einen Teil des Fundamentes, auf dem sich in der Kolonialzeit mühelos ein Konglomerat rassistischer Überzeugungen entfalten konnte, welches die Schwarzen Heiden (Mohren) zu Schwarzen Untermenschen (Negern) werden ließ.“
Häufig außer Acht gelassen wird bei der Diskussion um den Terminus „Mohr“ als rassistisches Stereotyp, dass der Begriff in der Geschichte durchaus positiv besetzt war. So wurden Apotheken nach dem Mohren benannt, um zu suggerieren, dass der Betrieb über das große medizinische Wissen der „Mohren“ verfüge. Gastwirtschaften und Restaurants wollten, zum Teil bis heute den Namen führen, um die Schmackhaftigkeit der Gerichte zu betonen. Speisen wie der „Mohrenkopf“ oder der „Eismohr“ wurden so benannt, um die Verkaufszahlen zu fördern. Es ist schwer vorstellbar, dass diese Namen aus rassistischen Gründen verwendet wurden. Darauf deutet auch hin, dass im Nationalsozialismus die Mohrenstraße in Coburg in „Straße der SA“ umbenannt wurde. Der Mohr wurde aus dem Stadtwappen entfernt, um keine positive Konnotation des Mohren mit der Stadt aufkommen zu lassen.

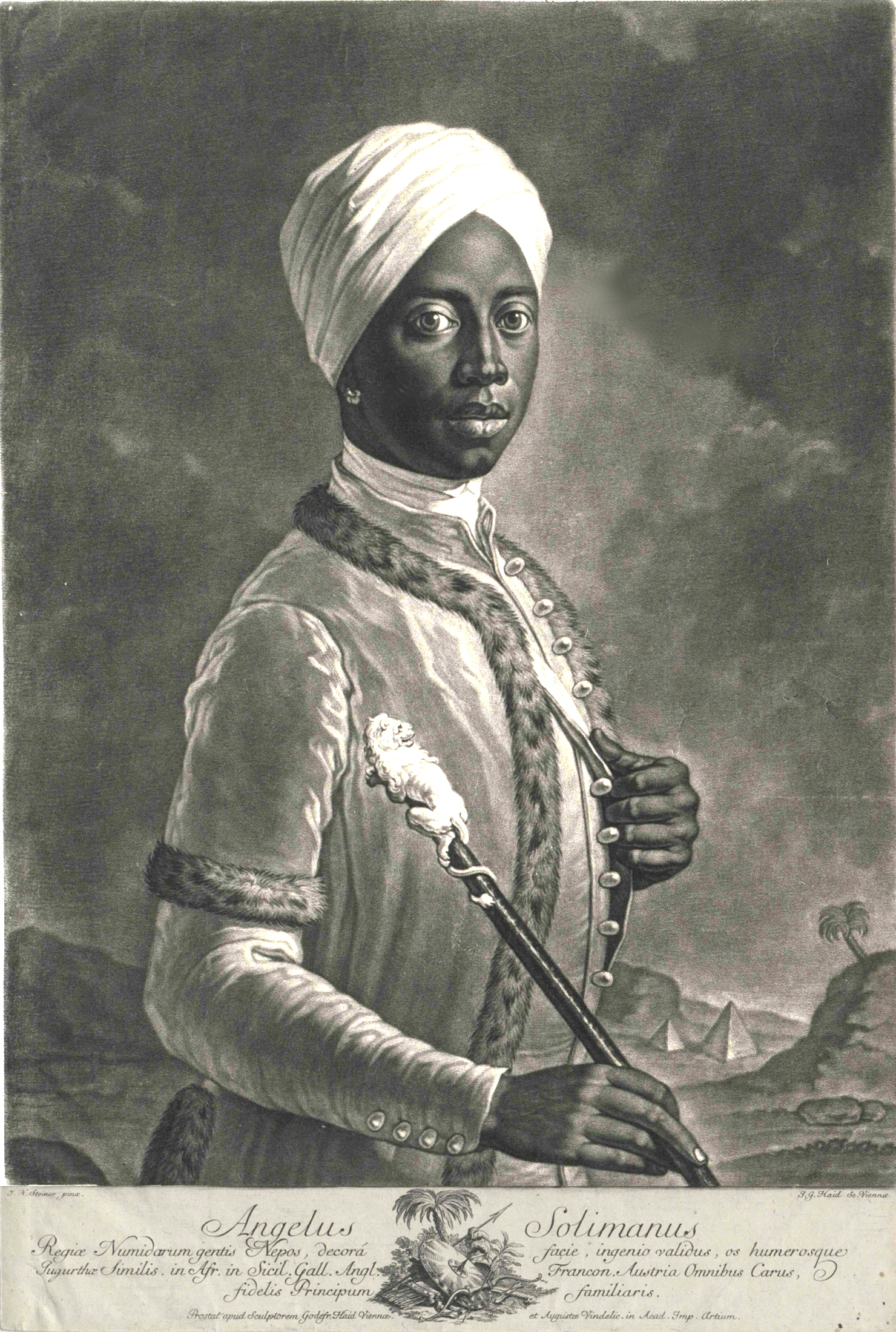
Angelo Soliman (Stich um 1750)
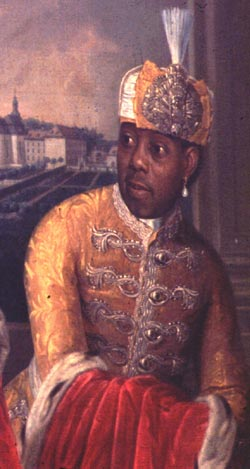
Ignatius Fortuna auf Repräsentationsgemälde der Essener Fürstäbtissin Franziska Christine († 1776)
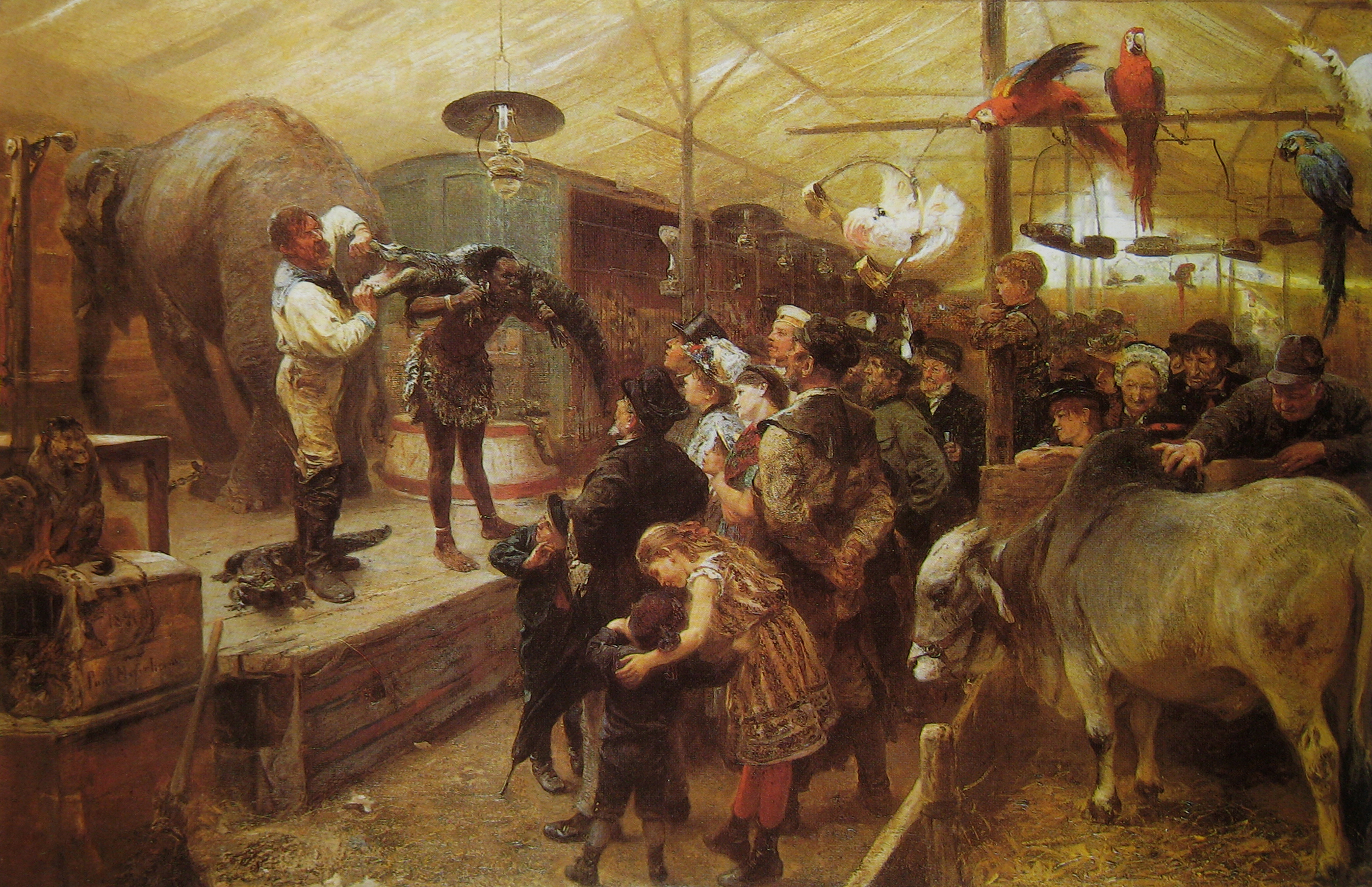
Wandermenagerie mit Mohren. Paul Friedrich Meyerheim: In der Tierbude, 1894; Gemäldegalerie, Dresden

## Das „Mohrenland“: Zur geografischen Herkunft der „Mohren“

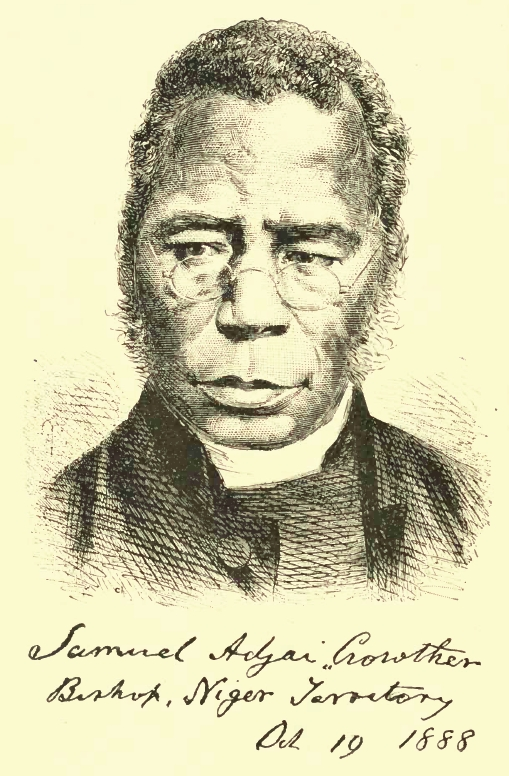
Adschai Samuel Crowther (um 1809–1891), evangelischer Bischof von Nigeria (1888)

Heute wird das Wort „Mohr“ mit Menschen aus Subsahara-Afrika in Verbindung gebracht, der historische Sprachgebrauch zielt dagegen auf Menschen aus nordafrikanischen Regionen, vor allem aus Nordostafrika (Äthiopien, Eritrea, Abessinien, Aksum, Nubien) und Nordwestafrika (Mauretanien, Westsahara, Mali, Marokko, Algerien, siehe Bidhan).
Im Deutschen hat das Wort „Mohr“ allem Anschein nach historisch eine stärkere Affinität zum altgriechischen Wort aithiops (für „verbranntes Gesicht“, siehe Aithiopia). Die Identifizierung von Mohren mit Mauren kommt von der zugrundeliegenden Lautähnlichkeit und dem spanischen Einfluss, wo moro aus historischen Gründen das Wort für den arabisch-islamischen Mauren ist.
Wenn im Mittelalter, so zum Beispiel auch im Zusammenhang mit dem „Freisinger Mohr“, latinisiert von caput aethiop(i)s bzw. caput ethiopicum die Rede ist, hat dies im damaligen Kontext daher nicht unmittelbar etwas mit Äthiopien zu tun, sondern ist bereits allgemein mit „Mohrenkopf“ zu übersetzen.
In diesem Sinne übersetzt auch Martin Luther das Land Kusch, das sich südlich an Ägypten anschloss (Ez 29,10 ) und im griechisch-römischen Sprachraum den Namen Äthiopien erhielt (so auch in der Septuaginta), konsequent mit „Mohrenland“. Dabei gibt Jer 13,23  den Ausschlag, wo es heißt: „Kann etwa der Kuschite seine Haut wandeln oder der Panther seine Flecken?“ Auch hier steht bei Luther „der Mohr“. Der Prophet Jesaja hat dagegen bei seiner Beschreibung der Kuschiten (Jes 18 ) nicht auf die Hautfarbe angespielt, sondern stattdessen auf ihre Körpergröße („hochgewachsen“) und Unbehaartheit („blank“).
1670 schrieb Jerónimo Lobo über die „wahre Beschaffenheit des Mohrenlandes, sonderlich des abbysinischen Kayserthums“. Andererseits verstand Giovanni Antonio Cavazzi da Montecuccolo 1694 bei seiner historischen Beschreibung des „occidentalischen Mohrenlandes“ darunter neben anderen Gebieten die drei Königreiche Kongo, Matamba und Angola.
1728 erschien erstmals in Deutsch der Bericht von Bartolomeo de Rogatis Von dem Verlust des Königreichs Spanien und dessen Wieder-Eroberung aus denen Händen der Mohren, womit wiederum die Mauren gemeint sind.
1894 wurde das Buch Dr. Adschai Samuel Crowther, der erste evangelische Neger-Bischof, oder Mohrenland wird seine Hände ausstrecken zu Gott veröffentlicht. Hier liegt also auch Nigeria im Mohrenland.
Sogar Anfang der 1930er Jahre erschienen noch Titel wie Als Mohrenland noch christlich war … (G. von Massenbach, 1933), Der Erstling aus Mohrenland (Biographisches von Samuel Ali Hussein, 1932) oder Altes und Neues aus dem Mohrenland (Kirchen- und Missionsgeschichtliches von Christoph Schomerus, 1934), wobei hier sowohl „Mohr“ und „Neger“ austauschbar werden als auch zunehmend ganz Afrika zum „Mohren-“ bzw. „Negerland“ wird.

## Mohren in der europäischen Kulturgeschichte

### Sibylle Agrippina
Die Sibylla Agrippina wird als einzige unter den Sibyllen als Mohrin im Purpurgewand dargestellt, zum Beispiel durch den flämischen Maler Jan van den Hoecke (1611–1651).

### Biblische Gestalten
Da Luther in seiner Bibelübersetzung die Kuschiter generell mit Mohren identifizierte, gelten heute auch einige biblische Gestalten als Mohren bzw. Mohrinnen. Dagegen sprechen die Einheitsübersetzung von Kuschitern und die King-James-Bibel von Äthiopiern.

#### Die Frau des Mose
Mose heiratete die Kuschitin Zippora. Die entsprechende Passage in Numeri 12,1  heißt bei Luther: „Und Mirjam und Aaron redeten wider Mose um seines Weibes willen, der Mohrin, die er genommen hatte, darum dass er eine Mohrin zum Weibe genommen hatte“.

#### Serah, der Mohr, und Tirhaka, König der Mohren

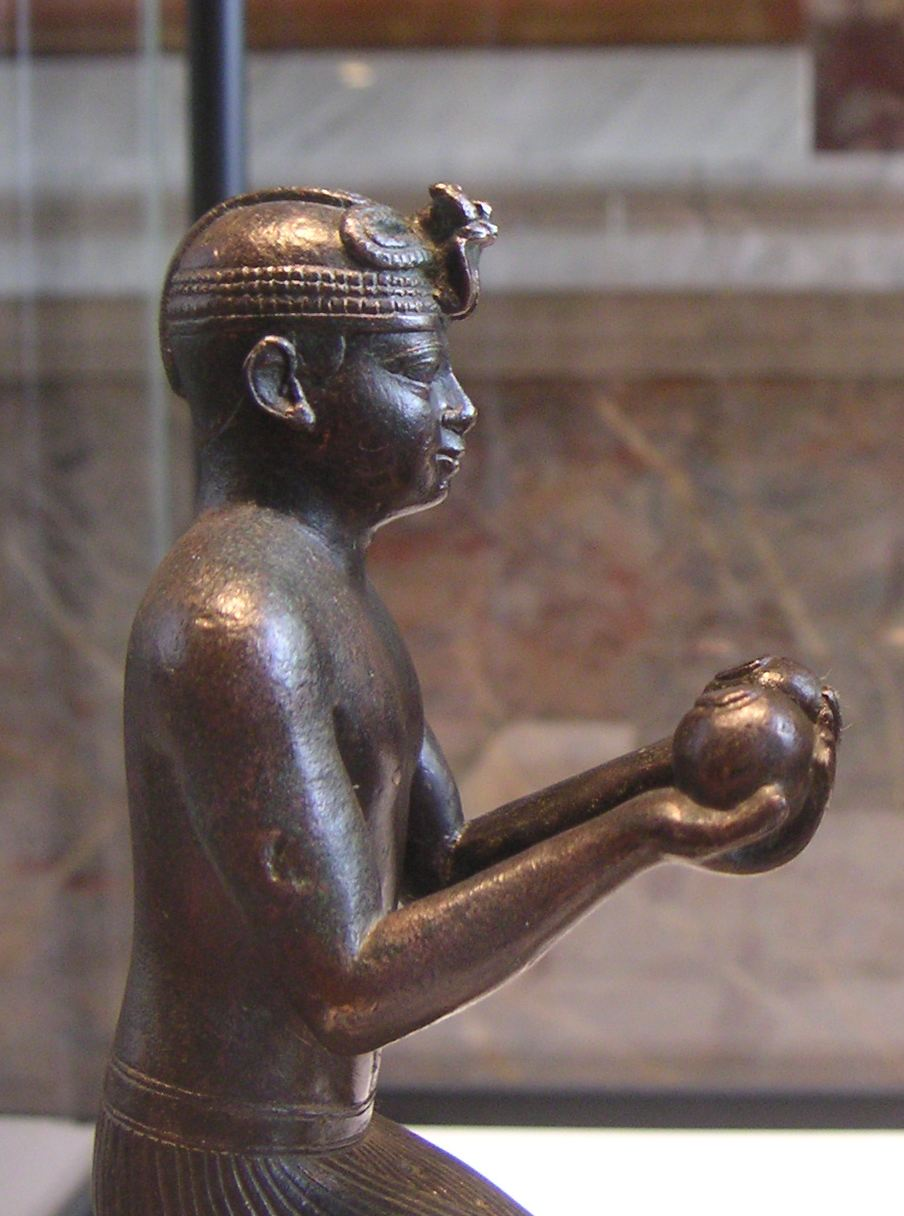
Pharao Taharqa

Auch beim kuschitischen Heereszug gegen König Asa (2 Chr 14,7–8 ) ist bei Luther vom „Sieg Asas über die Mohren“ die Rede und von deren Anführer „Serah, der Mohr“. Nach Pierer’s Universal-Lexikon von 1857 handelt es sich um einen ägyptischen König, der bei den klassischen Schriftstellern Osorthon heiße und um 950 v. Chr. von Asa besiegt worden sei.
In 2 Kön 19,9  und in Jes 37,9  nennt Luther Thirhaka „König der Mohren“ bzw. „der Mohren König“. Es handelt sich dabei mit großer Wahrscheinlichkeit um Taharqa, König von Kusch bzw. Nubien, der von um 690 bis 664 v. Chr. regierte.

#### Äthiopischer Kämmerer
In der Apostelgeschichte (Apg 8,26 ) ist von einem äthiopischen Kämmerer der Königin Kandake – bei Luther aus dem „Mohrenland“ – die Rede, der vom Diakon Philippus getauft wird. Dieser Mohr gilt als Gründer, Philippus als Vater der äthiopischen Kirche.
Schon der Kuschite, bei Luther „Mohr“, Ebedmelech war zu Zeiten des Propheten Jeremia als Hofkämmerer beschäftigt (Jer 38–39 ). Er rettet den Propheten aus der Zisterne.
Die Darstellung der „Taufe des Kämmerers“ wurde im 16. und 17. Jahrhundert speziell in den Niederlanden ein beliebtes Sujet, unter anderem bei Abraham Bloemaert (1566–1651) und Rembrandt (1606–1669).

#### Die Mohrin im Hohenlied Salomos und die Königin von Saba

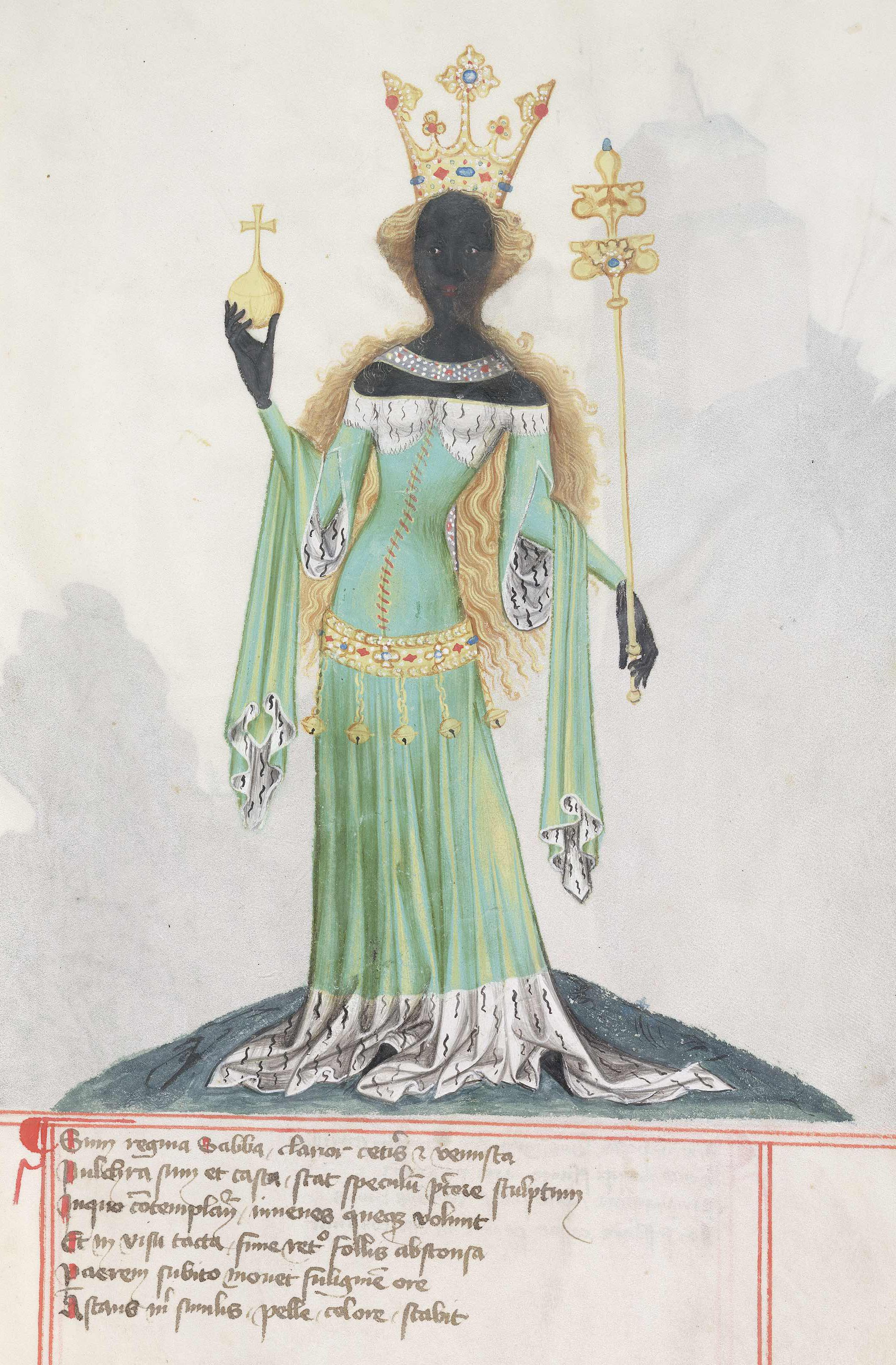
Königin von Saba als Mohrin in Konrad Kyesers Bellifortis, 1405

Anders verhält es sich in Bezug auf das Hohelied, das traditionell dem König Salomo zugeschrieben wird. Er beschreibt dort seine Geliebte als dunkelhäutig (Hld 1,5–6 ): „Ich bin schwarz, aber gar lieblich, ihr Töchter Jerusalems, wie die Hütten Kedars, wie die Teppiche Salomos. Sehet mich nicht an, dass ich so schwarz bin; denn die Sonne hat mich so verbrannt.“ Daraus wurde geschlossen, dass es sich bei der Frau um eine Mohrin handele. Sie wird traditionell mit der Königin von Saba identifiziert. Daher haben mittelalterliche Künstler die Königin von Saba als Mohrin gemalt. Eine frühe und recht eindrückliche Darstellung findet sich im romanischen Verduner Altar in Klosterneuburg aus dem Jahr 1181.
Ebenfalls am Ende des 12. Jahrhunderts schuf Benedetto Antelami (um 1150 – um 1230) in Parma eine Statue der Königin. Er gestaltete sie als mittelalterliche Prinzessin, dunkelhäutig und mit blondem Haar.

### Der Mohr der Heiligen Drei Könige

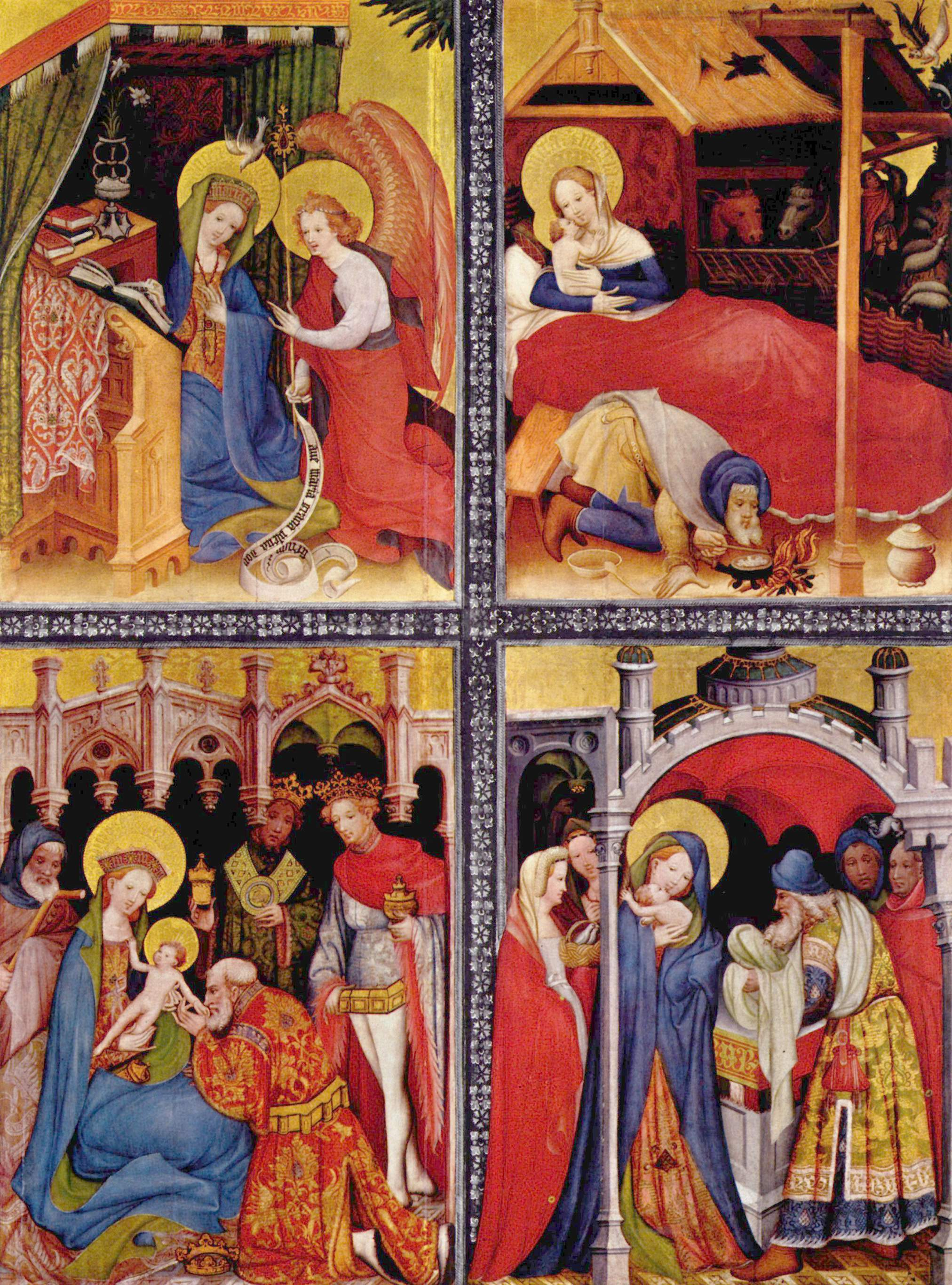
Dreikönigsbild des Wildunger Altars von Conrad von Soest, 1403

Einer der Heiligen Drei Könige wird seit dem 12. Jahrhundert, verstärkt seit etwa Anfang des 14. Jahrhunderts, als schwarzer Afrikaner dargestellt. Hintergrund ist die ältere Auffassung von Augustinus und Hrabanus Maurus, dass die drei Könige Nachfahren der drei Söhne Noachs seien und die drei damals bekannten Erdteile repräsentieren.
Je nach Region und Tradition unterschiedlich wird Caspar – der „jüngste“ König, der Myrrhe bringt –, Melchior oder Balthasar als Mohr dargestellt. Zunächst war es wohl überwiegend Balthasar, der auch als König von Saba aufgefasst wurde, doch später in der Volkstradition am häufigsten Caspar, der diese Kennzeichnung erhielt. Die Volkstradition kann sich dabei auf Pseudo-Bedas Codex Vaticanus (traditionell ins 10. Jahrhundert datiert) berufen, wo Kaspar als Mohr bezeichnet wird. Melchior wird unter anderem in der Geschichte Warum der schwarze König Melchior so froh wurde von Karl Heinrich Waggerl so beschrieben. Diese Auffassung wurde im Mittelalter auch im Ingeram-Codex von 1459 vertreten.
Die dunkle Hautfarbe des Königs entstammt wohl einer Fehldeutung eines überlieferten Textes. Dennoch hat sich die Darstellung eines Königs als Mohr in der bildenden Kunst bis heute erhalten. Insbesondere in der Gotik- und Renaissance-Malerei nördlich der Alpen entwickelte sich der dunkelhäutige nach und nach zum schwarzen König, gegen Ende des 15. Jahrhunderts zunehmend mit einer kontrastreichen hellen Kleidung:

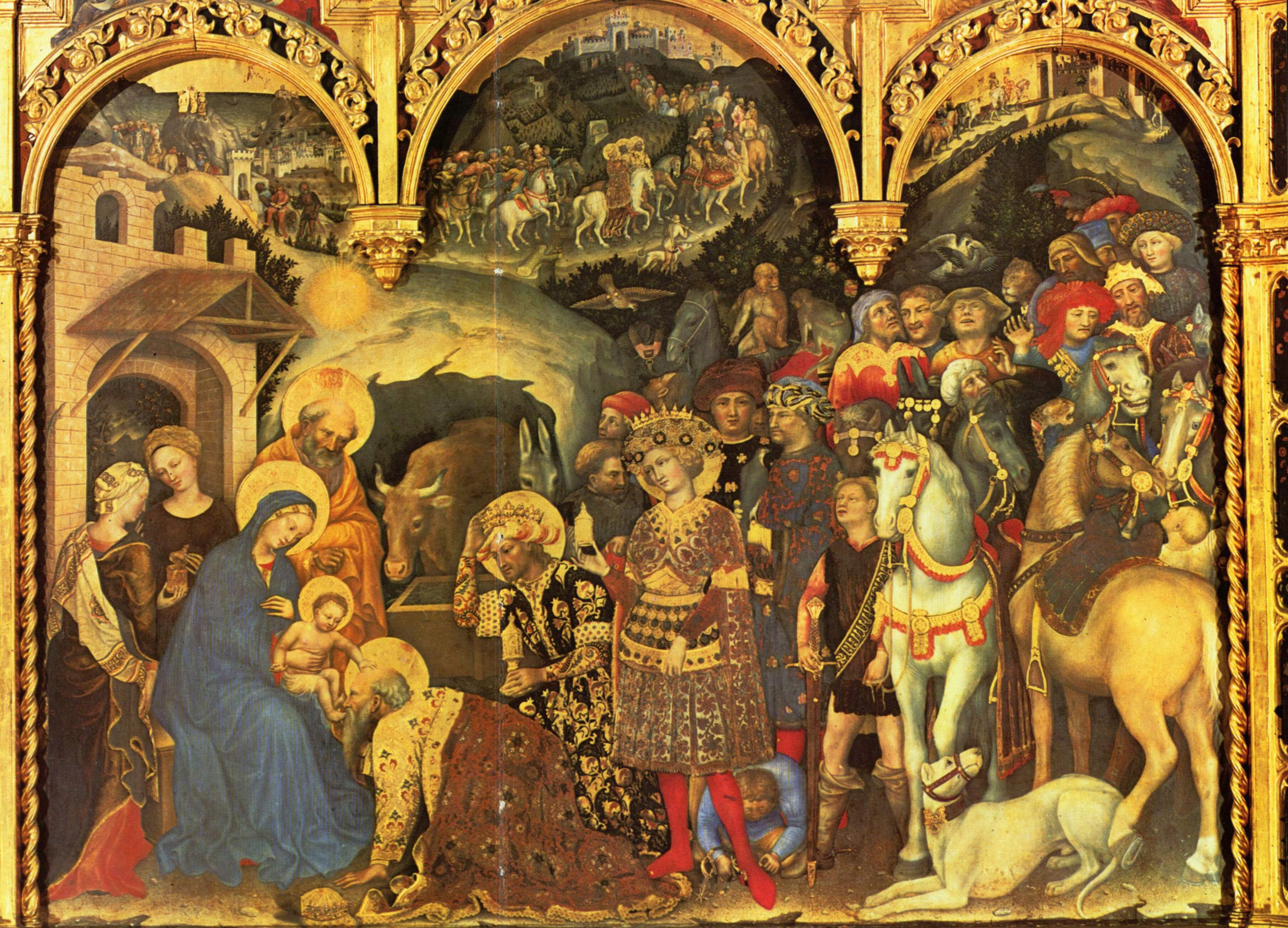
Gentile da Fabriano (1370–1428), Florentiner Akademie, 1423 (galt lange als die früheste Abbildung)
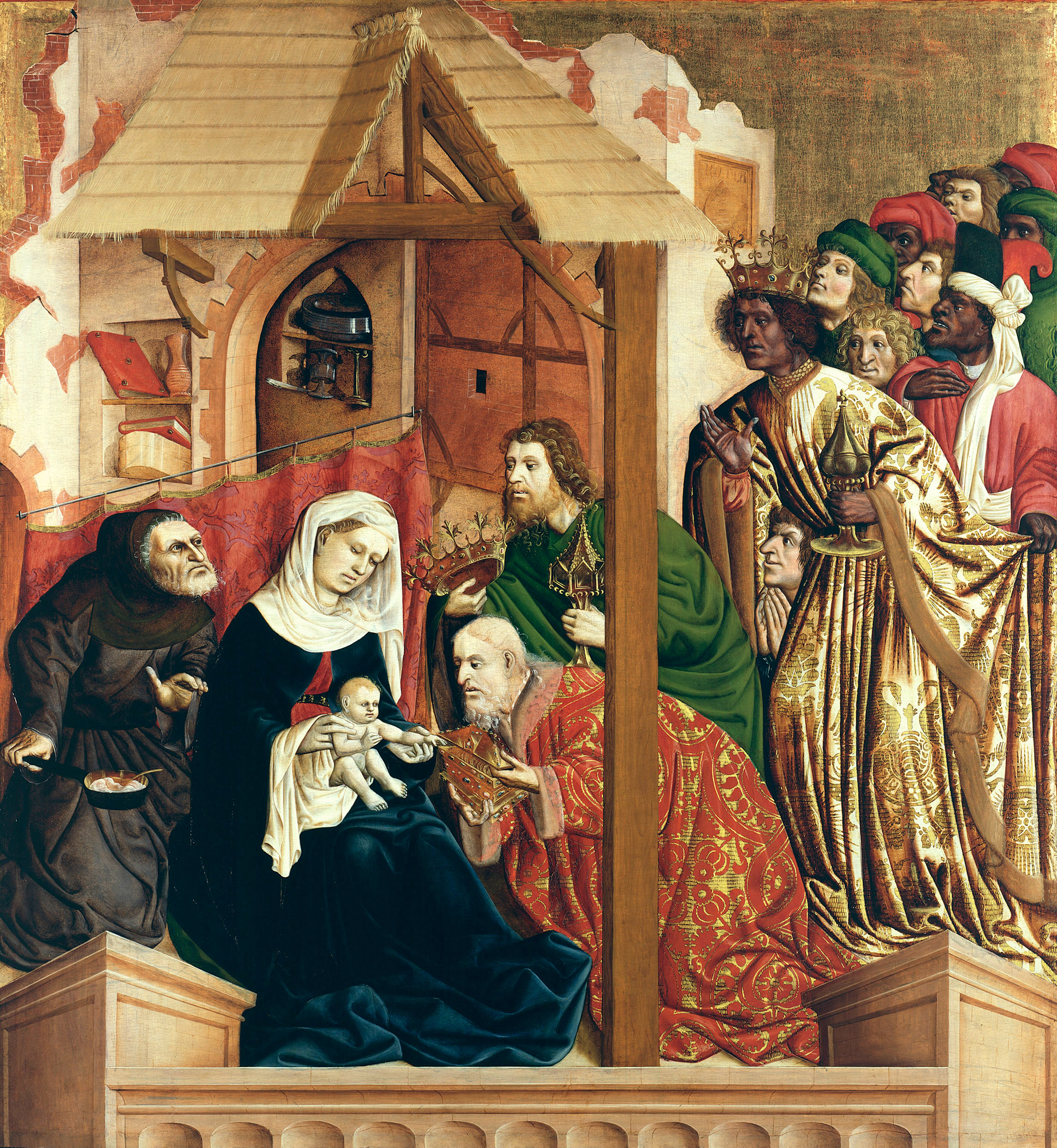
Hans Multscher, Wurzacher Passionsaltar, 1437
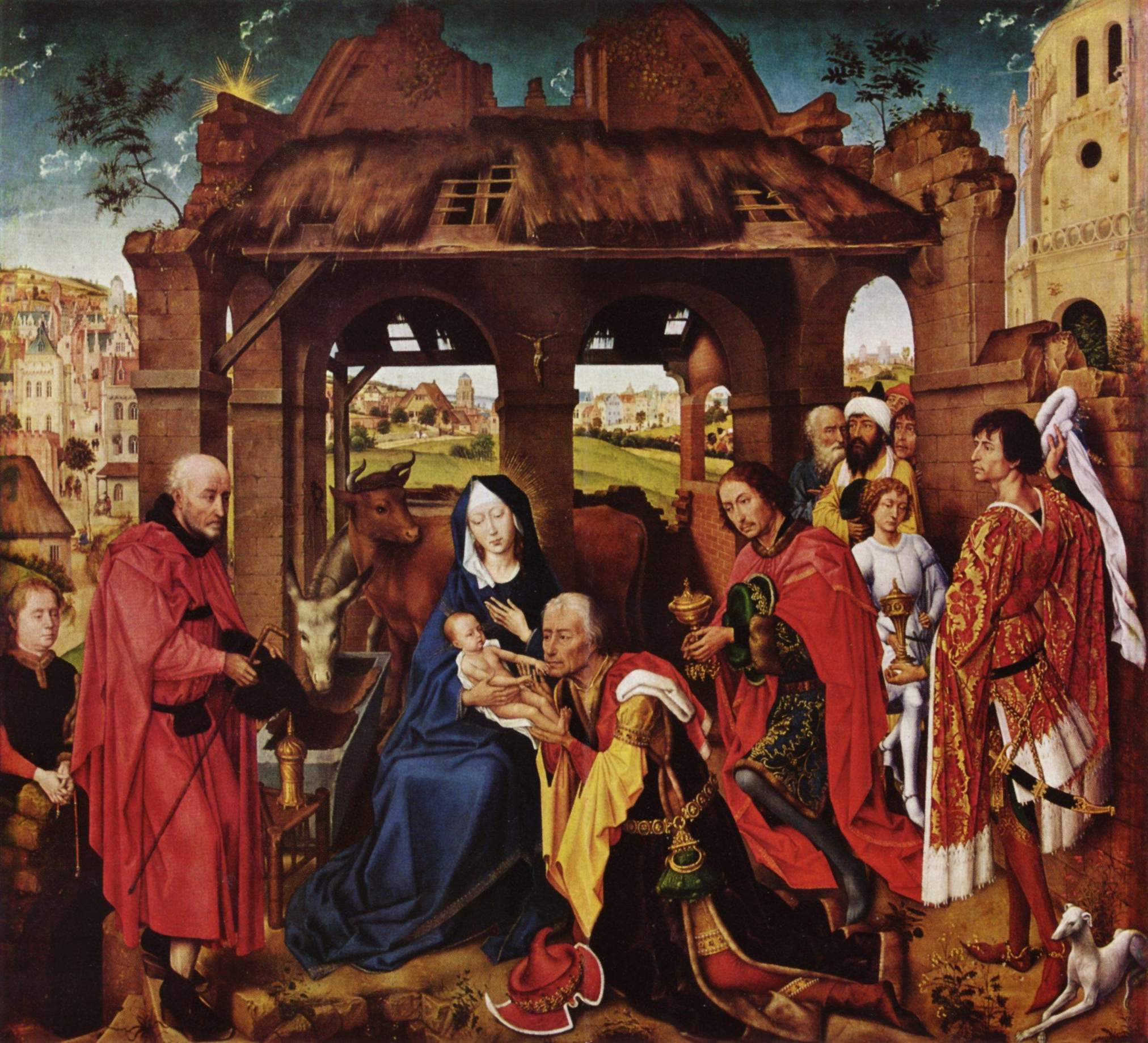
Rogier van der Weyden, Dreikönigsaltar, 2. Drittel des 15. Jahrhunderts
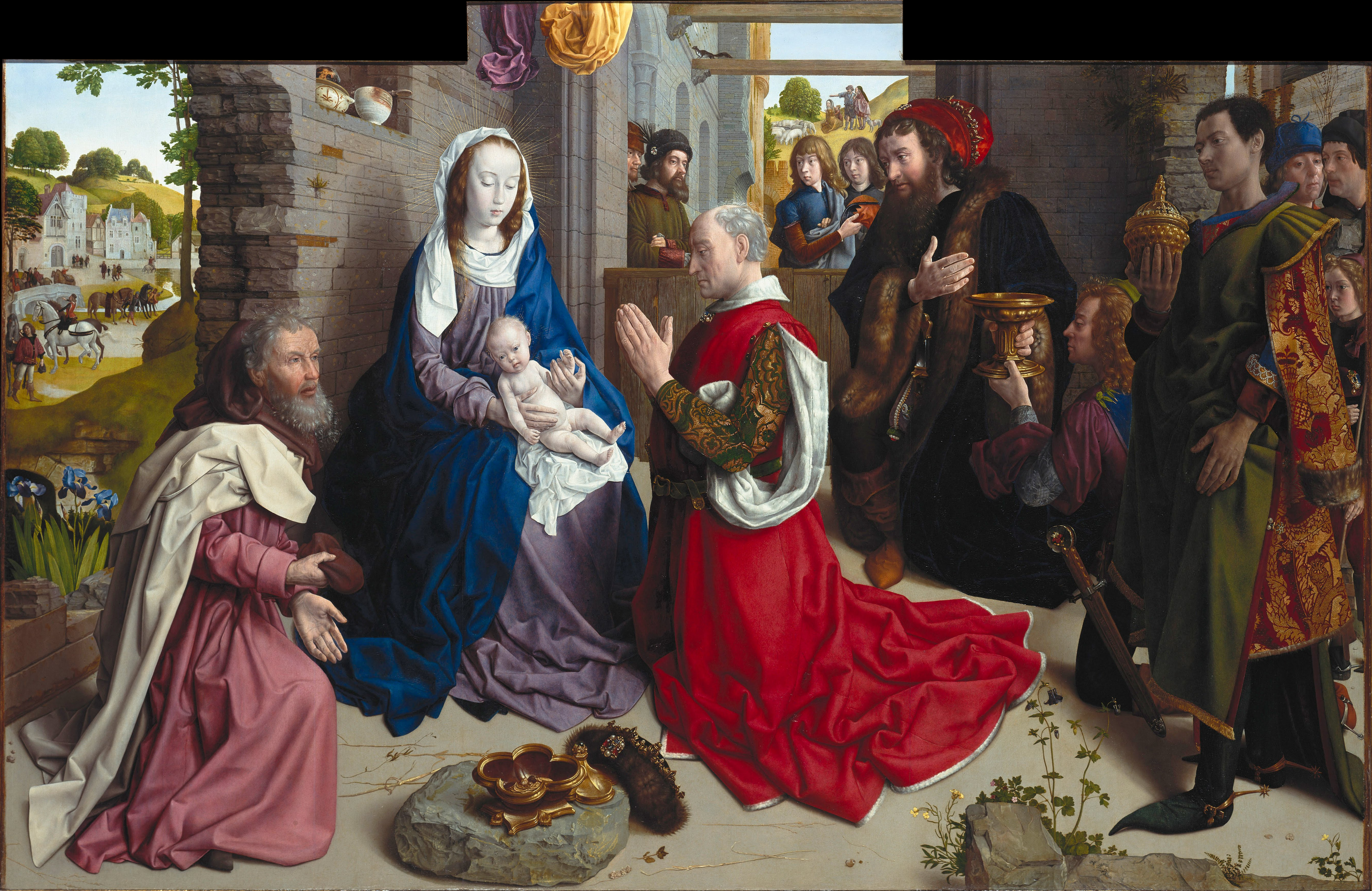
Hugo van der Goes, um 1470
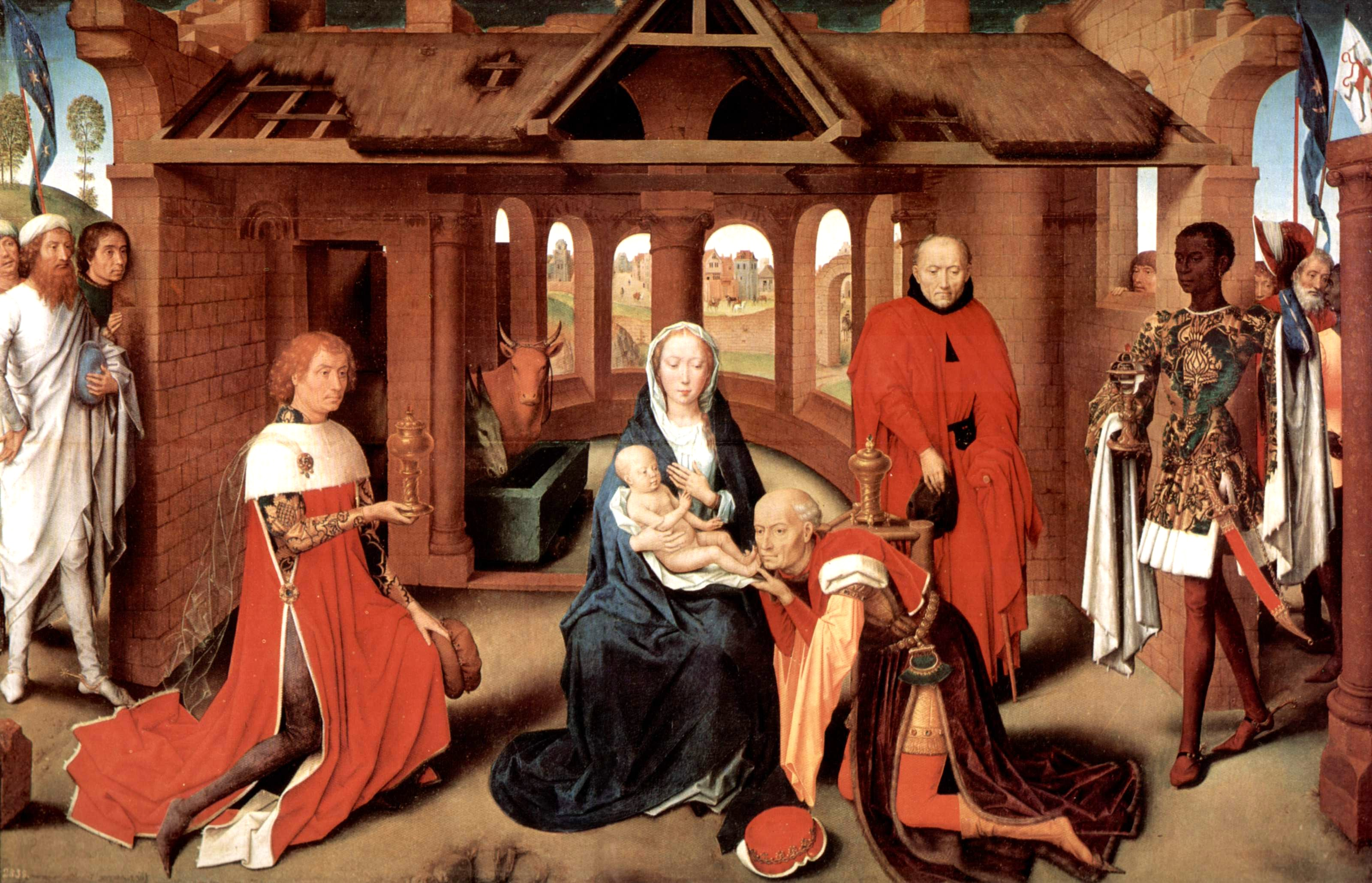
Hans Memling, Dreikönigsaltar, um 1470
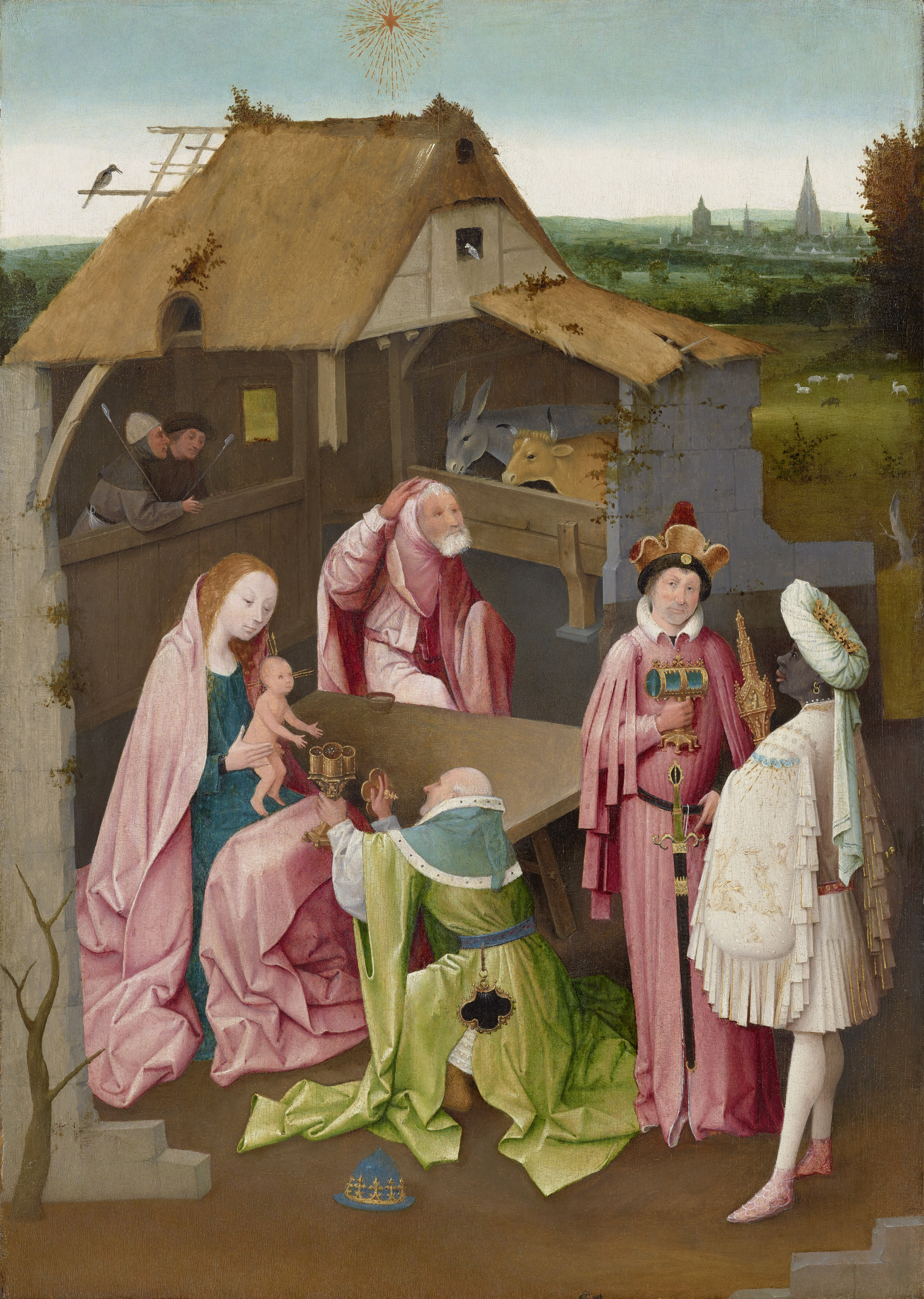
Epiphanie von Hieronymus Bosch, um 1475/80
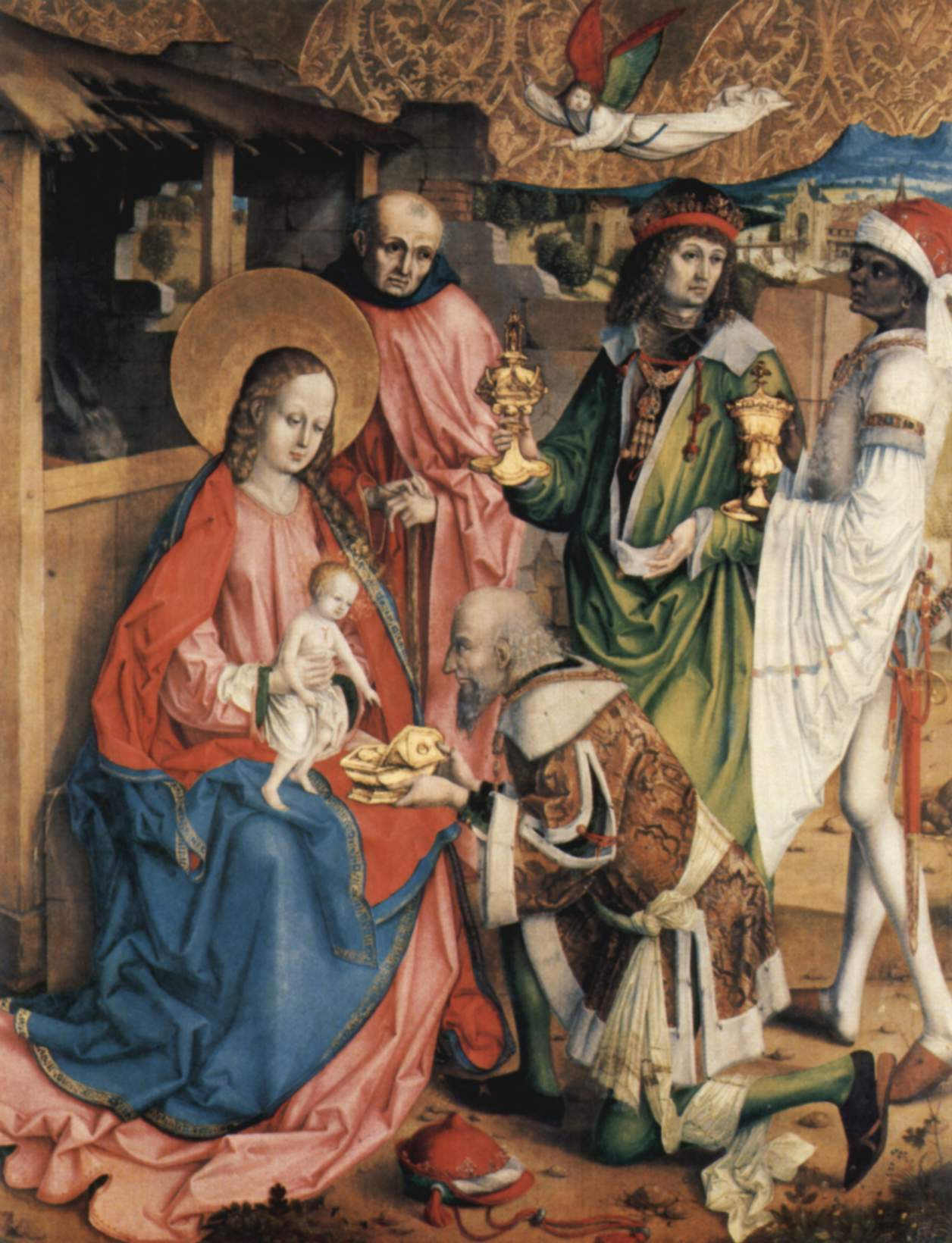
Dreikönigsbild des Freiburger Nelkenmeisters, Hochaltar der Franziskanerkirche, 1479
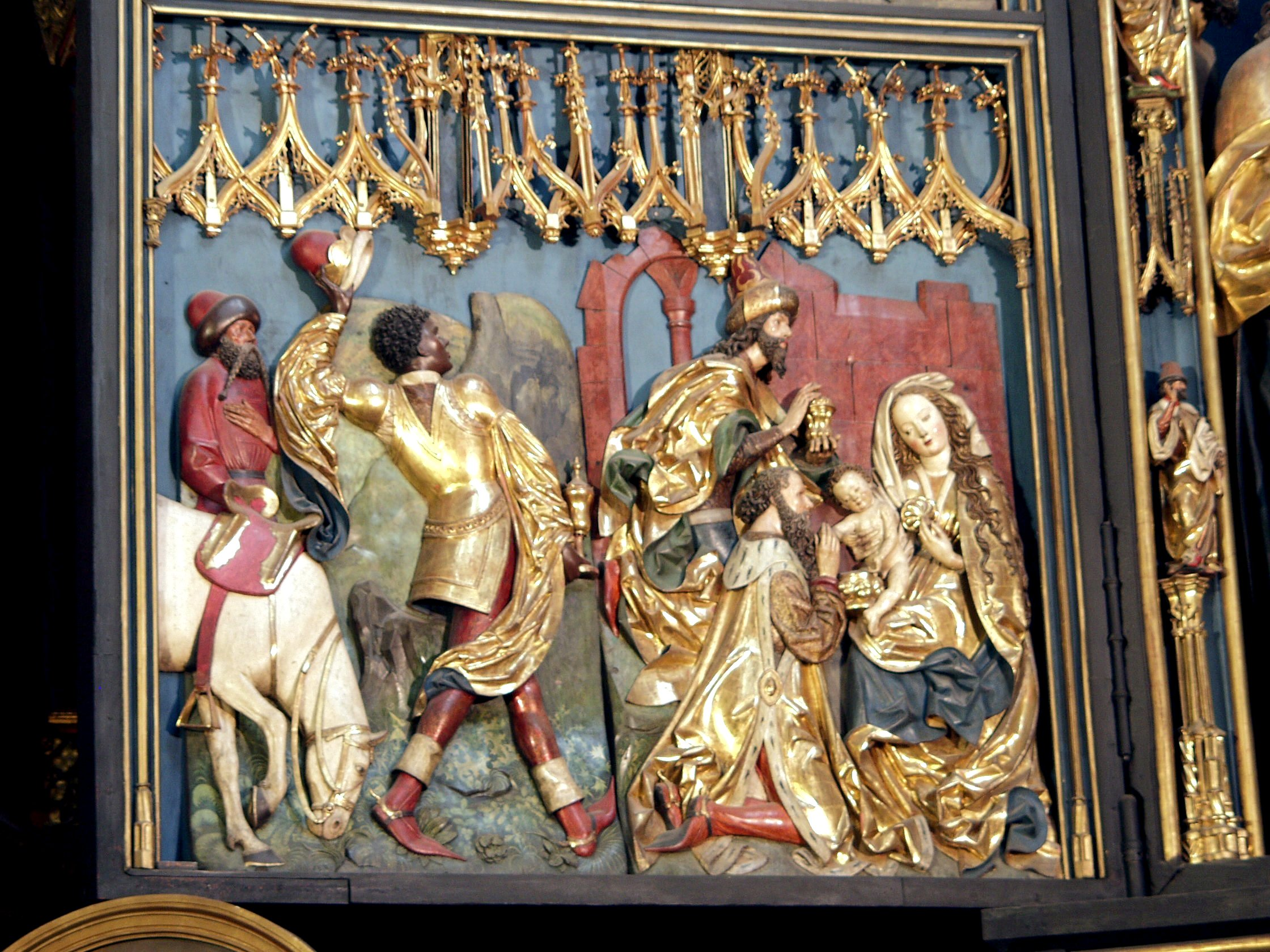
Krakauer Hochaltar von Veit Stoß, vor 1489
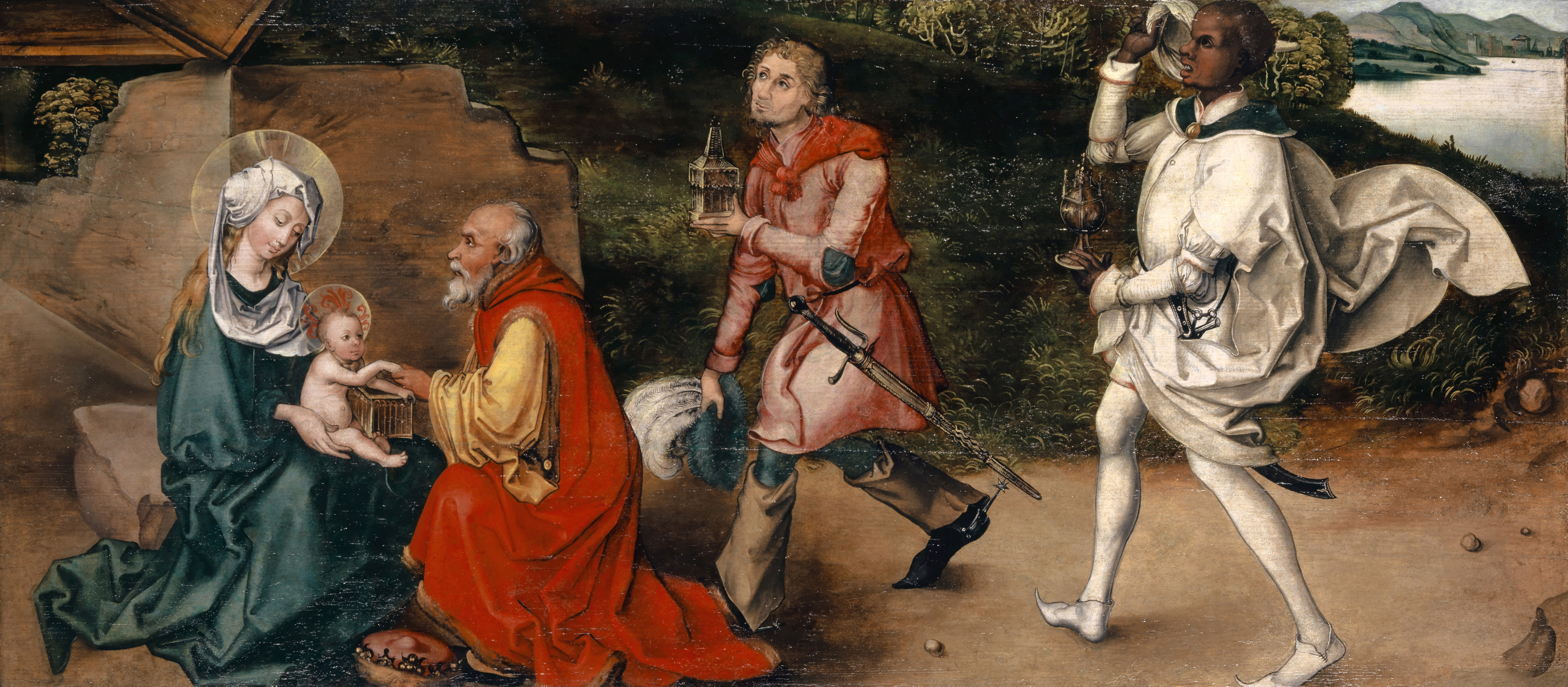
Albrecht Dürer, Anbetung der Könige, um 1490–1493
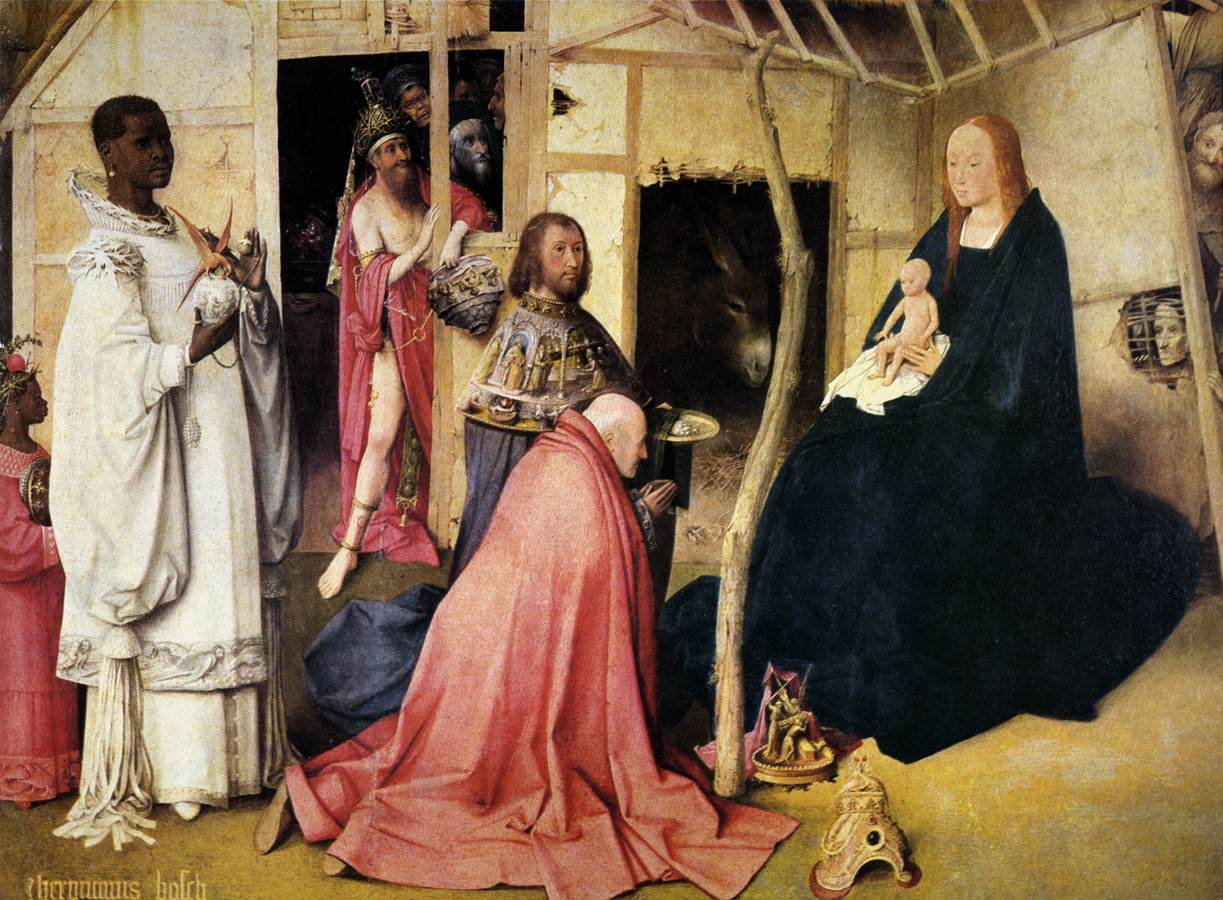
Dreikönigsbild von Hieronymus Bosch, um 1495

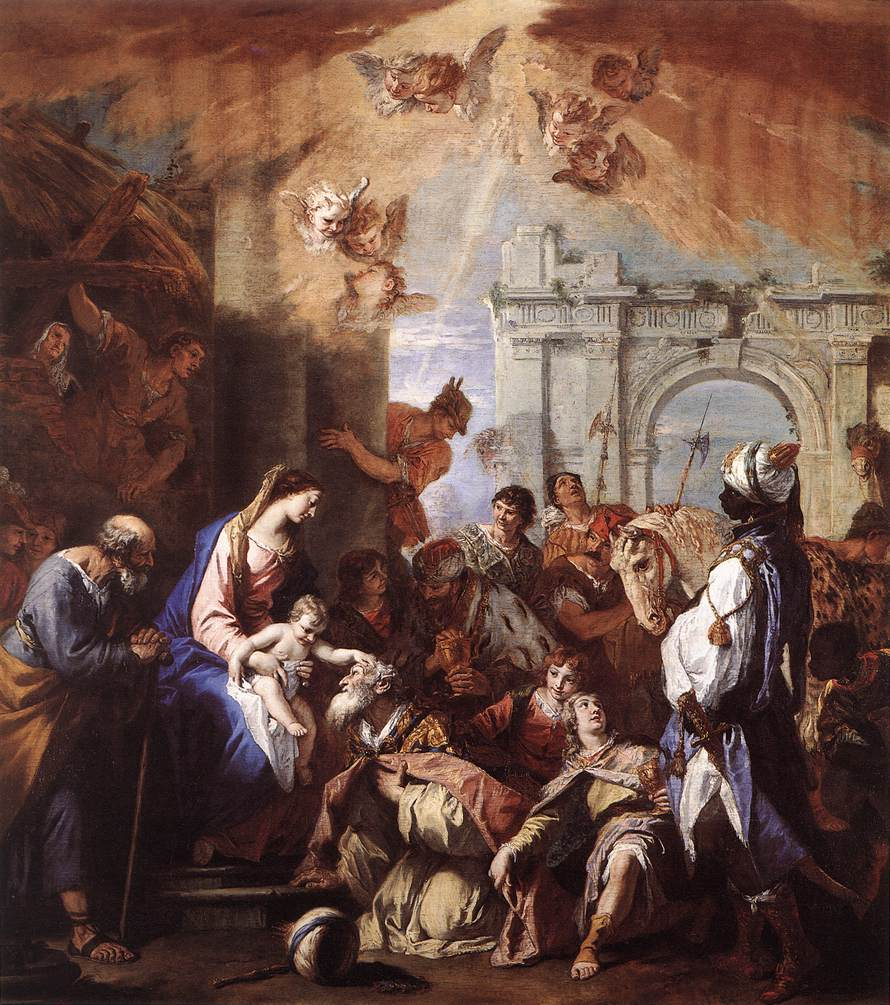
Sebastiano Ricci: Anbetung der Könige, 1726–30

Während im Ingeram-Codex König Melchior ein Mohrenwappen führt, ist es in einem Tiroler Wappenbuch aus dem letzten Viertel des 15. Jahrhunderts der selbst hellhäutig dargestellte König Balthasar.

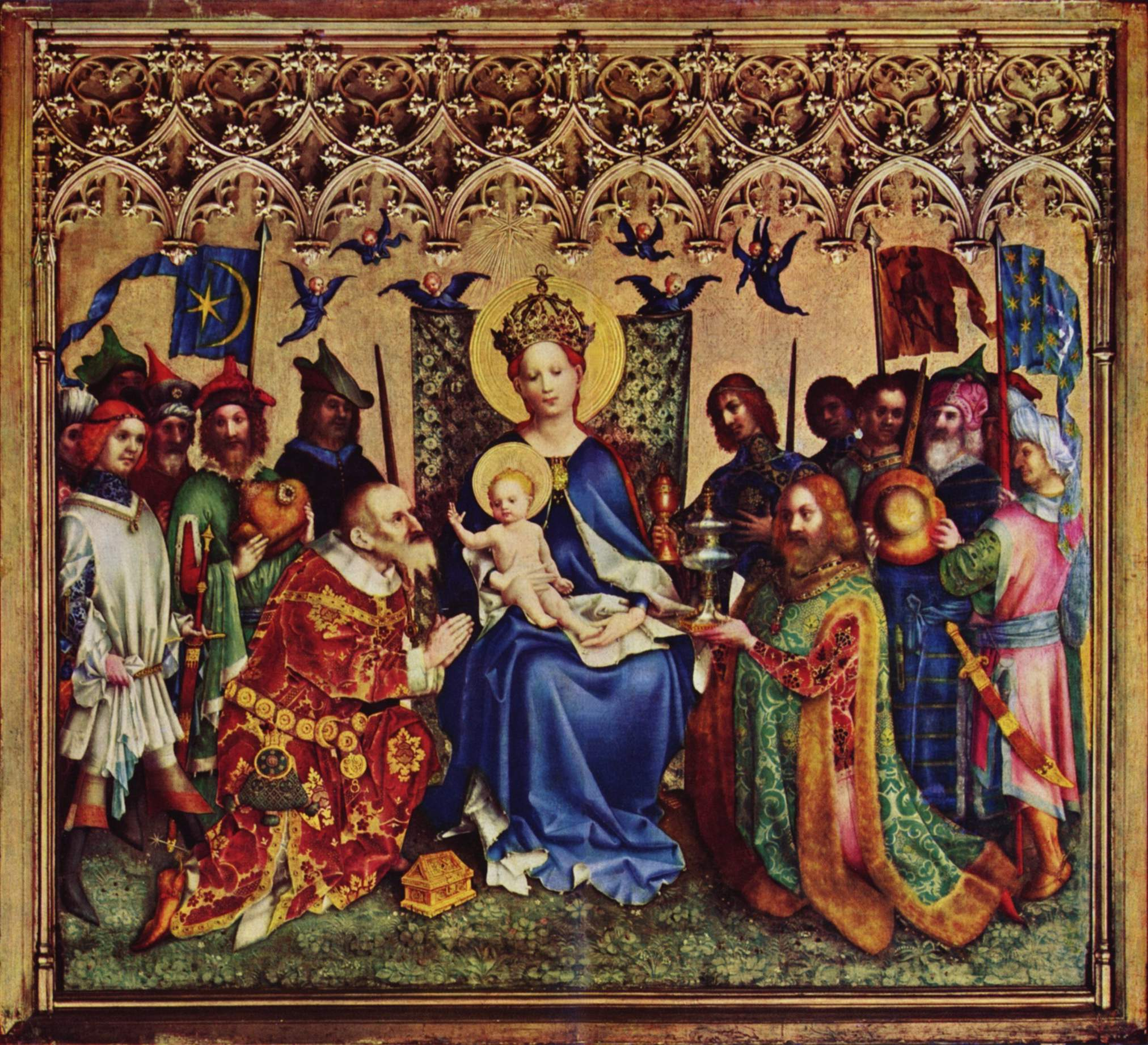
Stefan Lochner, Kölner Dom, Standarte mit Mohrenwappen, um 1440
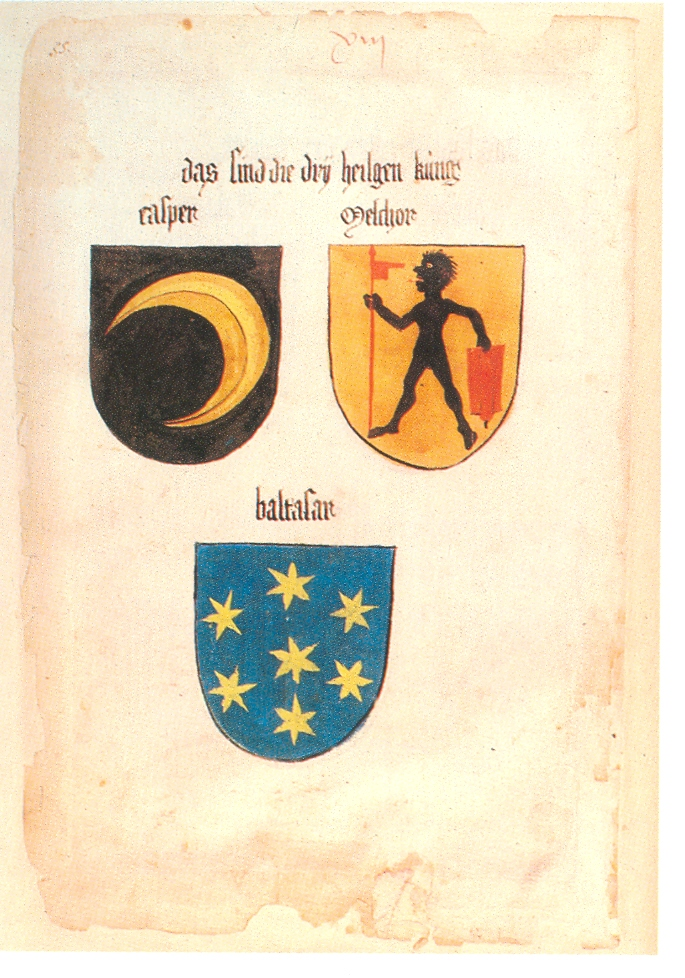
Ingeram-Codex: König Melchor führt ein Mohrenwappen, 1459

Im religiösen Brauchtum rund um das Dreikönigsfest, insbesondere beim Sternsingen, wird traditionell ein König geschwärzt. Auf diesen Brauch abhebend, zeigen mehrere bundesdeutsche Briefmarken einen Mohrenkönig.

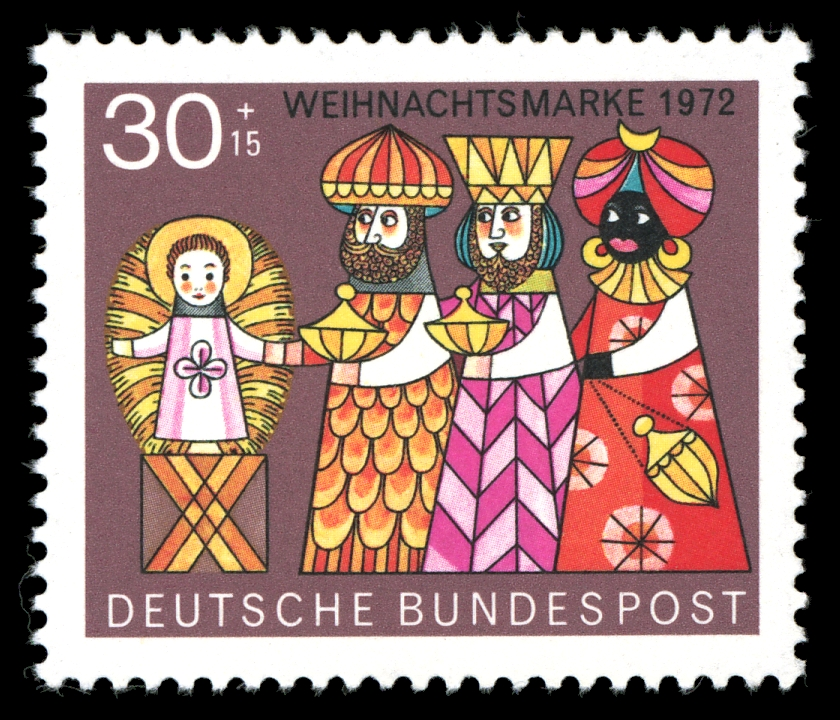
Briefmarke 1972

### Heiliger Mauritius

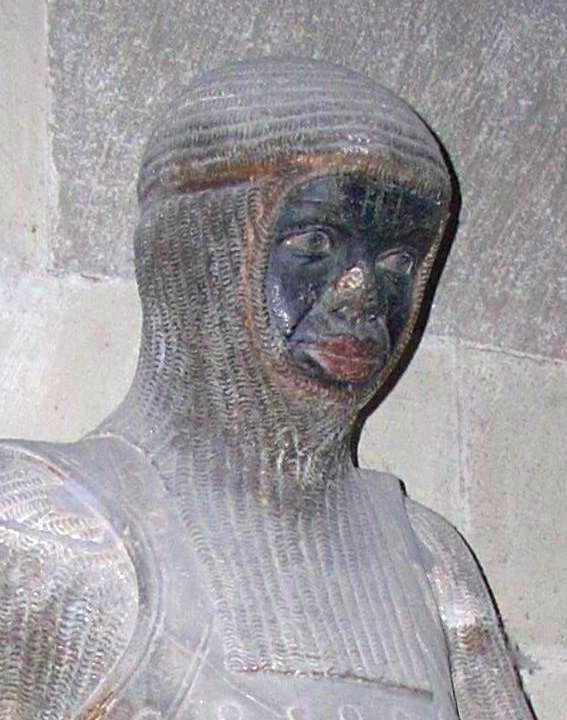
Darstellung des hl. Mauritius als Mohr im Dom St. Mauritius, Magdeburg (um 1250)

Der hl. Mauritius († um 290) wurde – ähnlich wie auch der heilige Gregorius Maurus – aufgrund seines Namens in langer Tradition als Mohr gesehen. Nicht selten wurde im deutschen Alltagssprachgebrauch aus dem Vornamen Mauritius bzw. Maurus die geschliffene Kurzform Mohr.
Mauritius war zunächst Schutzpatron Burgunds. Am 21. September 937, am Vorabend des Festes des heiligen Mauritius, gründete der im Jahr zuvor zum König gekrönte Otto I. in Magdeburg in Anwesenheit von zwei Erzbischöfen, acht Bischöfen und zahlreicher weltlicher Adliger das Mauritiuskloster. Nach seiner Heirat mit Adelheid, der Tochter von König Rudolf II. von Burgund, im Jahr 951 erhielt Otto I. von deren Bruder König Konrad III. von Burgund zum Weihnachtsfest 960 die Reliquien des hl. Mauritius aus der Abtei Saint-Maurice im Schweizer Kanton Wallis, die er ins Mauritiuskloster brachte. 955 ließ er den ersten Magdeburger Dom bauen, der der hl. Katharina von Alexandrien und dem hl. Mauritius geweiht ist. Historischer Hintergrund ist wohl der Sieg gegen die Ungarn auf dem Lechfeld von 955, den Otto auf die Hilfe des hl. Mauritius zurückführte. 962 ließ Otto I. sich im Zuge seiner Krönung zum Kaiser von Papst Johannes XII. auch das Fest des Heiligen bestätigen.
Zur Zeit der Ottonen und Stauferkaiser breitete sich die Verehrung des Mauritius in ganz Deutschland aus, er wurde zum Reichsheiligen und zum vom Hochadel bevorzugten Kriegerheiligen. Unter anderem wurde die von ihm der Legende nach übermittelte Heilige Lanze als Reichskleinod in wichtigen Kriegszügen des Reiches vorangetragen. Vom 12. Jahrhundert an fand die Salbung des Kaisers im Petersdom zu Rom am ursprünglich von Otto I. gestifteten Mauritius-Altar statt. Der Mauritiuskult in Magdeburg blühte unter Erzbischof Wichmann von Seeburg wieder auf, ab 1209 im nach der Feuerzerstörung (1207) unter Erzbischof Albrecht von Käfernburg neu errichteten Dom. Darin befindet sich eine Vielzahl von Mauritiusdarstellungen, auch eine der ältesten figürliche Statuen, die ihn als Mohr zeigt (um 1250).
Zunächst vereinzelt – zum Beispiel in der Deutschen Kaiserchronik aus dem 12. Jahrhundert –, vom späten 14. Jahrhundert an immer häufiger, wird Mauritius als Mohr dargestellt und gilt seither auch als Patron aller Handwerker, die mit Farben zu tun haben. Ihm wurden zahlreiche neue Kirchen geweiht. Immer häufiger wurde er Wappenfigur auf den Schilden von Adelsgeschlechtern und Städten – darunter am bekanntesten die Adelsfamilien Wolffskeel und Grumbach sowie die Stadt Coburg.
Der Heilige findet sich auch auf dem ältesten Siegel der Stadt Ingolstadt von 1291, aber wohl noch nicht als Mohr. Die Stadtpfarrkirche St. Moritz zu Ingolstadt trägt wohl seit dem 13. Jahrhundert dieses Patrozinium, enthält aber ebenfalls keine Mohren-Darstellungen. Ein von Hans Mielich (1516–1573) gemalter Ritter-Mohr Mauritius findet sich dagegen im Hochaltar des Ingolstädter Münsters.
Die Kombination von Mohrenkönig und dem hl. Mauritius als Mohr erscheint auf dem Dreikönigsaltar von Hans Baldung aus dem Jahr 1507, der sich heute in den Staatlichen Museen Berlins befindet. Gemalt wurde er für den Halleschen Dom. Für dieselbe Kirche malte Matthias Grünewald (1475–1528) im Auftrag des Erzbischofs von Magdeburg die Erasmus-Mauritius-Tafel, auf der der Mohr als Reichspatron und Patron des Erzstifts Magdeburg mit einer Prunkrüstung Kaiser Karls V. erscheint.

### Moses, der Äthiopier
Moses der Äthiopier bzw. der Schwarze war ein Einsiedlermönch in Ägypten, Glaubensbote bei den Sarazenen und späterer Bischof. Er wurde um 320 in Äthiopien geboren und starb dort um 390/395. Als Äthiopier hatte er dunkle Hautfarbe und wurde daher traditionell als „Mohr“ dargestellt. Er ist der erste namentlich bekannte schwarzafrikanische Heilige und gilt als Patron der Afroamerikaner.

### Belacane

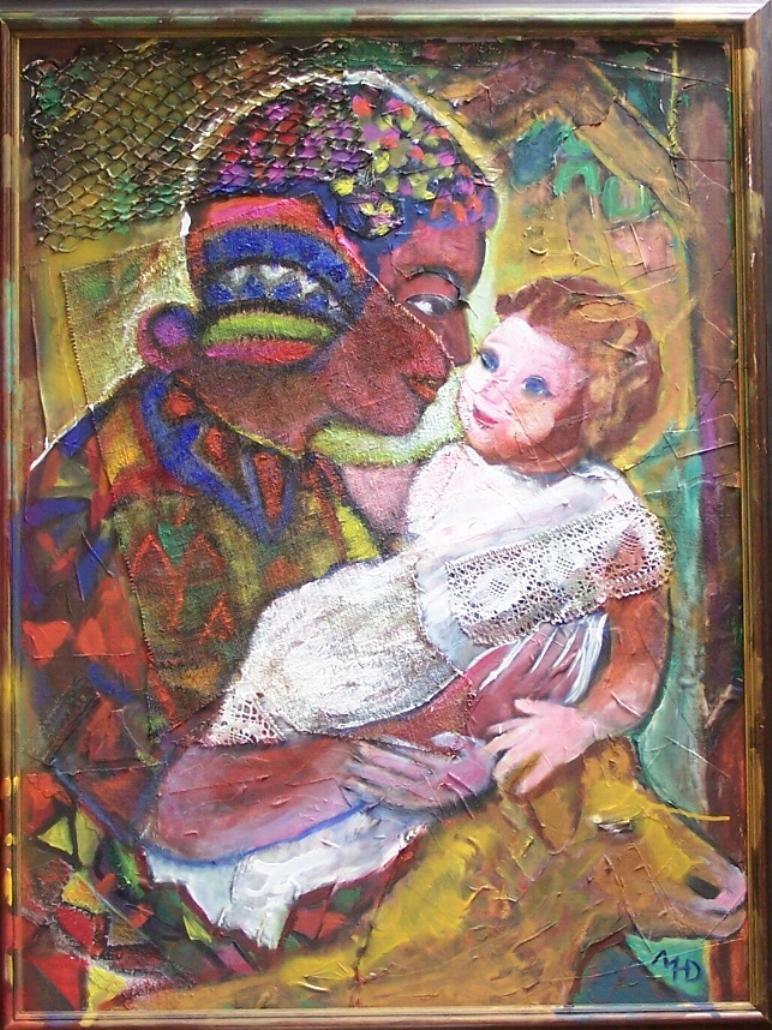
Margret Hofheinz-Döring: Belakane und Feirefiß, 1967

Die schöne Sarazenenkönigin Belacane in Wolfram von Eschenbachs Parzival ist eine Mohrin. Ihr und Gahmurets Sohn Feirefiz wird als Elster-Mischling vorgestellt („schwarz-weiß-gescheckt“). Der Sohn von Feirefiz und Repanse de Schoye wird der Priesterkönig Johannes sein. Die Spekulationen über einen historischen Hintergrund dieser Figuren sind vielfältig und umstritten.

### Ludwig der Mohr und Alessandro de’ Medici
Der Mailänder Herzog Ludovico Sforza (1452–1508) hat bei den Italienern den Beinamen il Moro („der Dunkle“), ebenso wie der Florenzer Herzog Alessandro de’ Medici (1510–1537), wobei bei ihm il Moro meist mit „der Maure“ wiedergegeben wird.

### Der Mohr von Venedig
Der auch durch das Literaturzitat „Der Mohr hat seine Schuldigkeit getan, der Mohr kann gehn“ bekanntgewordene Mohr von Venedig, der später durch Shakespeares Schauspiel Othello (um 1604, gedruckt 1622), Karl Meisls Theaterstück Othellerl, der Mohr von Wien oder Die geheilte Eifersucht (1806) und durch die Opern von Gioacchino Rossini (1816) und Giuseppe Verdi (Otello, 1887) bekannt wurde, war ursprünglich nur dem Familiennamen, nicht der Hautfarbe nach ein Mohr. Shakespeare hatte die Novelle Un Capitano Moro aus den Degli Hecatommithi (1565) von Giambattista Giraldi († 1573) als Grundlage verwendet. Die Moral dieser Novelle zielte auf die vermeintliche Torheit europäischer Frauen, wenn sie temperamentvolle Männer anderer Völker heiraten. Historisches Vorbild dieser Novelle war Cristofalo Moro, der 1505 als Gouverneur der Republik des heiligen Markus nach Zypern zog, um die Insel gegen die Osmanen zu verteidigen. Während Othello bei Giraldi seine Frau aus Eifersucht ermordet und dieser Mord später von deren Verwandten gerächt wird, tötet er sich bei Shakespeare nach Einsicht in seinen Irrtum selbst. Der historische Capitano Moro dagegen kehrte nach drei Jahren nach Venedig zurück, wobei seine Frau auf der Rückfahrt starb, was ihn in tiefe Trauer stürzte. Während Giraldi eindeutig von der „negrezza“ des Mohren sprach, ist es in der Shakespeare-Forschung umstritten, ob die Bezeichnung „moor“ mehr auf die Herkunft, die Kultur oder die Hautfarbe oder eine Mischung daraus zielt.
1692 wurde vom Kapuziner-Missionar Dionigi de Carli eine von diesem Komplex unabhängige Schrift mit dem Titel Der nach Venedig überbrachte Mohr in Deutsch veröffentlicht.

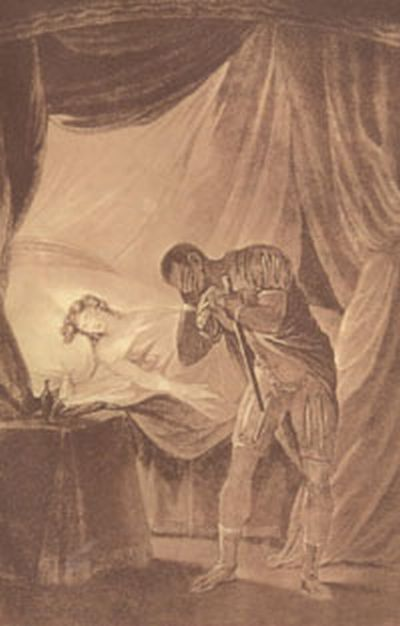
Tod der Desdemona (vor 1803)
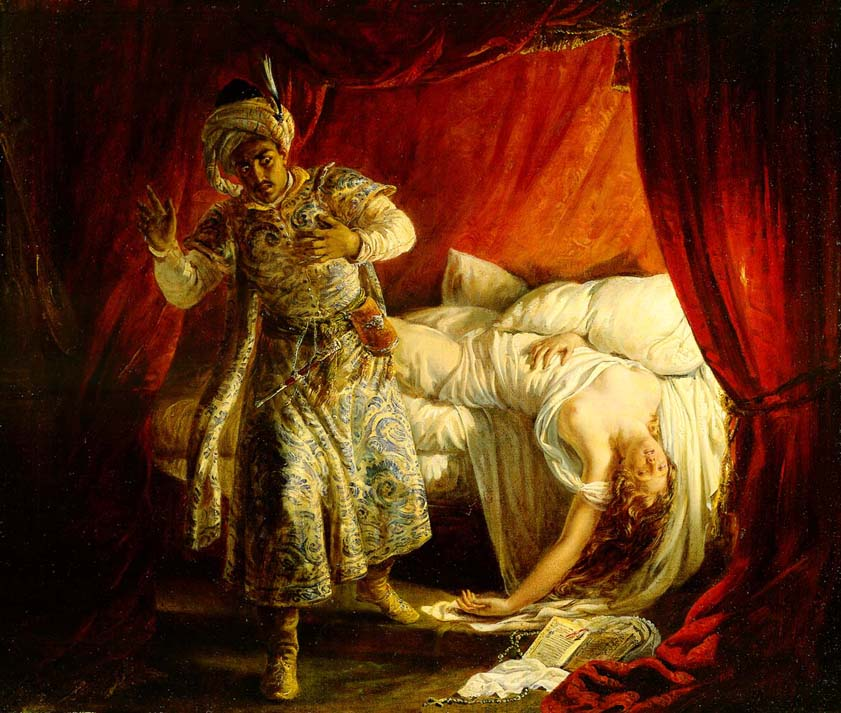
Tod der Desdemona. Gemälde von Alexandre Marie Colin (1829)
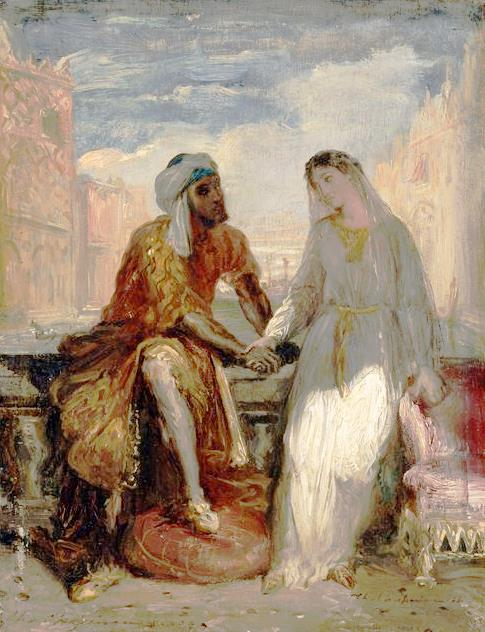
Othello und Desdemona in Venedig. Gemälde von Théodore Chassériau (1850)
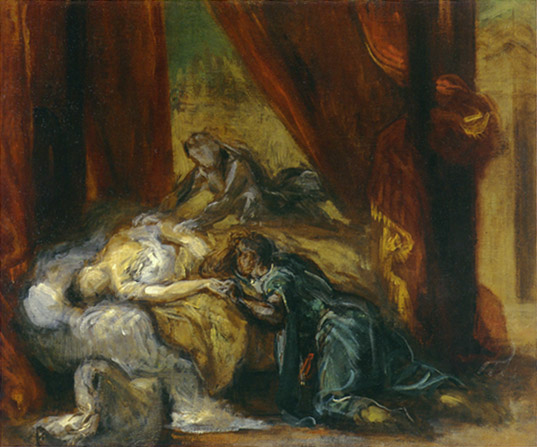
Tod der Desdemona. Gemälde von Eugène Ferdinand Victor Delacroix (1858)

### Benedikt der Mohr
Benedikt der Mohr (um 1526 in San Fratello bei Messina in Italien; † 4. April 1589 in Palermo auf Sizilien) wurde als Kind von äthiopischen Sklaven in Sizilien geboren, wirkte später als Mönch auf Sizilien und Ordensoberer in Palermo. Er wurde 1807 von der katholischen Kirche heiliggesprochen.

### Der Mohr Peters des Großen
Der Mohr Peters des Großen mit Namen Abraham Petrowitsch Hannibal († 1781) war ein abessinischer Fürstensohn und Vorfahr von Alexander Sergejewitsch Puschkin, der dessen Leben später in einem Roman ausgestaltete. Hannibal kam zunächst als Sklavenkind an den osmanischen Sultanshof nach Konstantinopel und dann über den Gesandten Tolstoi als Sekretär an den Zarenhof, wo er 1705 – mit dem Zaren als Paten – getauft und später von diesem wie sein eigener Sohn geliebt wurde. Herangewachsen nahm er eine militärische Laufbahn, fiel aber in Ungnade, als er sich nicht verheiraten lassen wollte. 1976 entstand über ebendiesen Mohren im Stile eines Märchens der sowjetische Film Wie Zar Peter seinen Mohren verheiratete von Alexander Mitta.

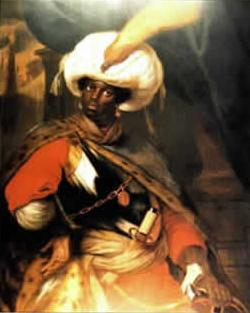
Abraham Petrowitsch Hannibal, um 1720
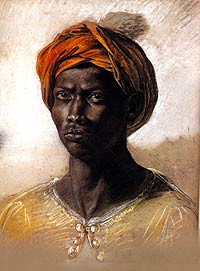
Nègre au turban von Eugène Delacroix (1798–1863), als Illustration in der Biographie von Hugh Barnes verwendet
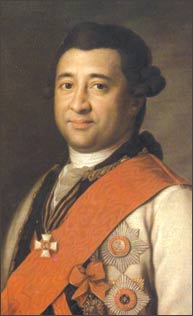
Porträt seines Sohnes, Iwan Abramowitsch Hannibal (1735–1801), russischer Admiral
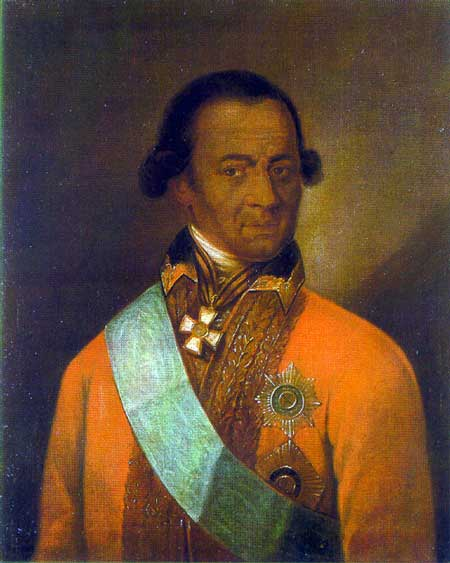
Häufig fälschlich Abraham Petrowitsch Hannibal zugeordnetes Bild von General Meller-Zakomelski

### Schwarzer König beim Schach
In mittelalterlichen Schachbüchern wird der schwarze König als Mohr charakterisiert, so zum Beispiel im Konstanzer Schachzabelbuch von 1479 (heute in der Österreichischen Nationalbibliothek in Wien).

### Der Mohr von Riedlingen

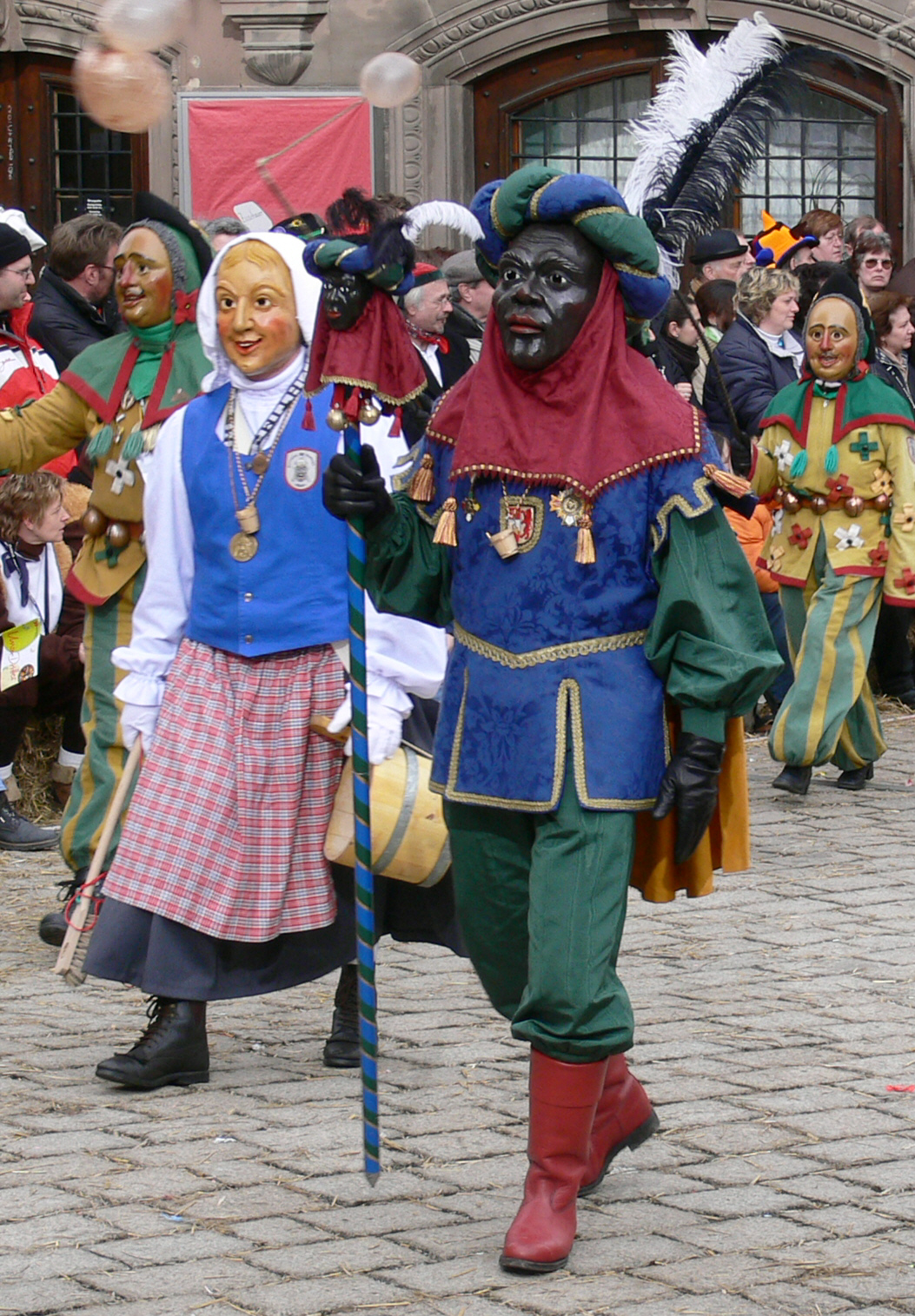
Riedlinger Mohr

Die Fasnet in Riedlingen an der Donau kennt einen Mohren, die Riedlinger selbst sind die dazugehörigen „Mohrenwäscher“. Für diesen Umstand wird folgende Geschichte als Begründung angeführt: In Riedlingen gastierte einmal ein Zirkus, bei dem unter anderem ein Schwarzer, ein „Mohr“ war. Da die Einwohner Riedlingens bislang noch nie einen Schwarzen gesehen hatten, glaubten sie, es handle sich dabei um einen Weißen, der sich nicht gewaschen habe. Sie packten ihn, brachten ihn zum Marktbrunnen und versuchten, den Mohr weiß zu schrubben, was jedoch nicht gelingen wollte.

## Mohren in der Heraldik
Der Mohr als Wappenbild wurde schon früh in die Heraldik eingeführt. Der Mohr ist als „gemeine Figur“ in vielen Wappenschilden und im Oberwappen vertreten. Beispiele sind das Wappen von Papst Benedikt XVI., des Hochstiftes Freising oder das Wappen der Pappenheimer.

#### Heinrich Hoffmann: Moritat von den schwarzen Buben

Der „Mohr“ im Kinderbuch Struwwelpeter von 1845

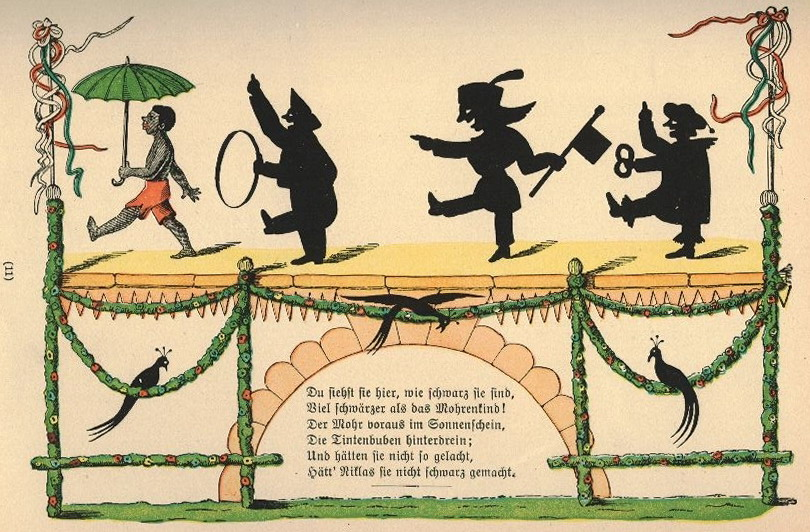
Der Struwwelpeter (1848)

### Malerei und Skulptur

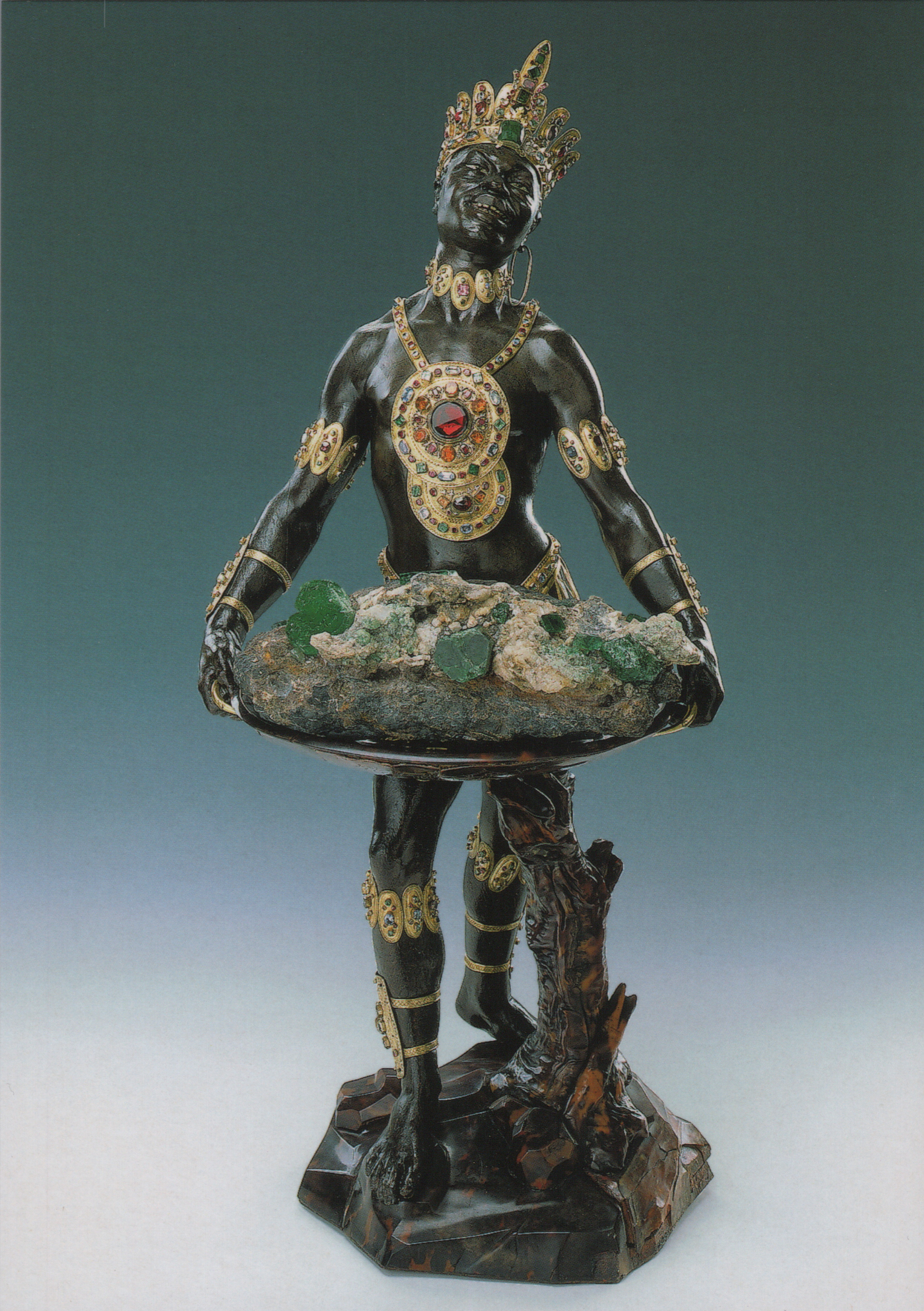
Mohr mit der Smaragdstufe von Dinglinger & Permoser, Dresden
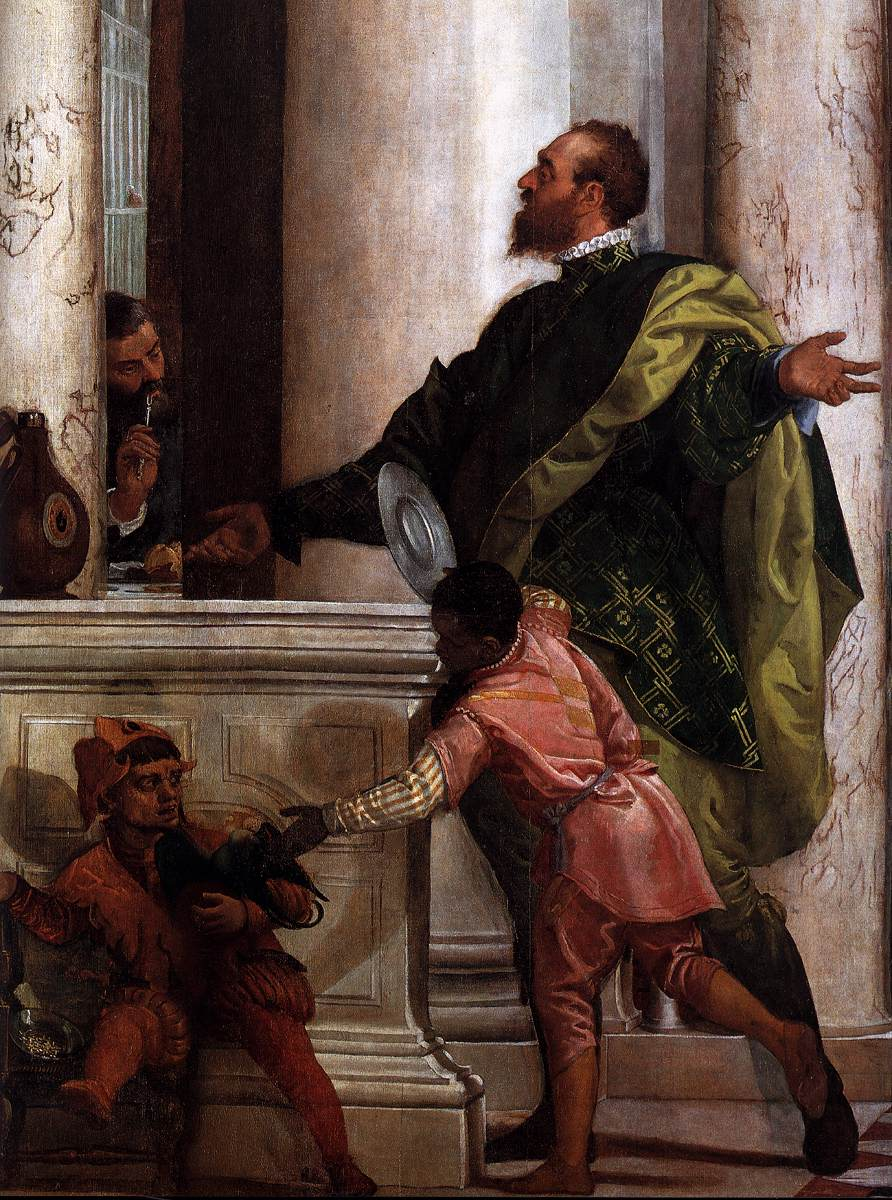
Paolo Veronese: Detail mit Mohren-Page aus Das Gastmahl im Hause des Levi, 1573, Accademia, Venedig
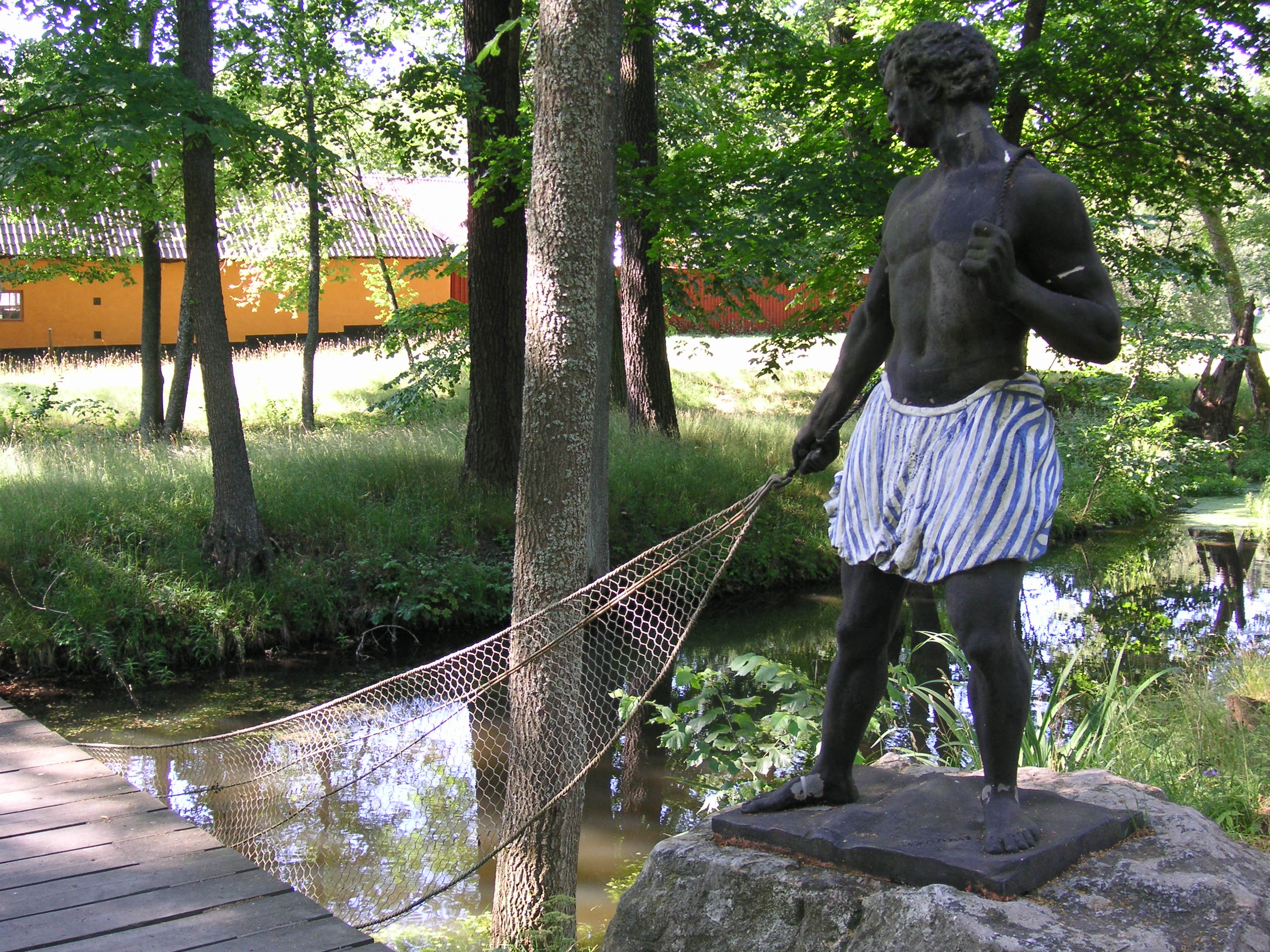
Skulpturengruppe Netzziehende Mohren von Pehr Henrik Lundgren, 1845, ursprünglich im Hagapark, jetzt im Schloss Ulriksdal bei Stockholm, Schweden
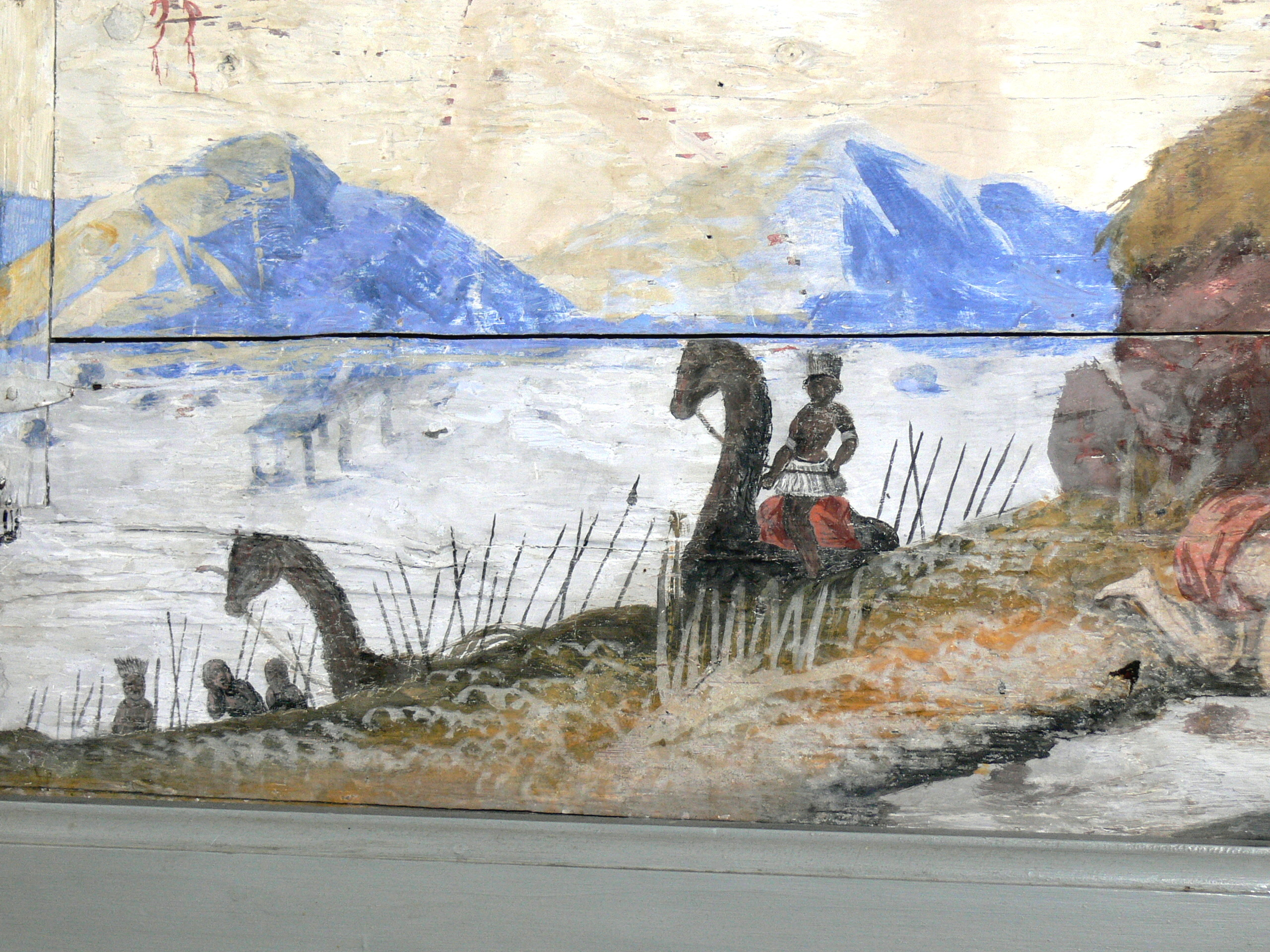
Gotland, barockes Chorgestühl mit Mohr auf Kamel
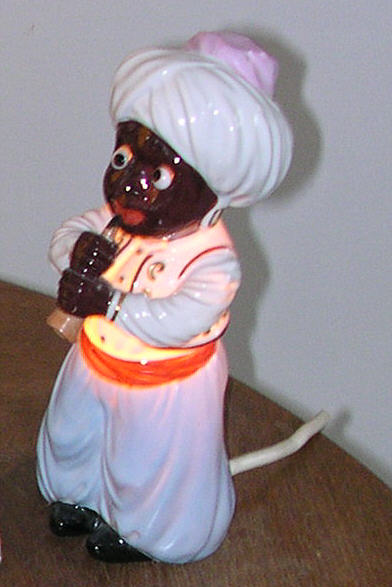
Rauchverzehrer in einer Ausstellung des Dürener Geschichtsvereins
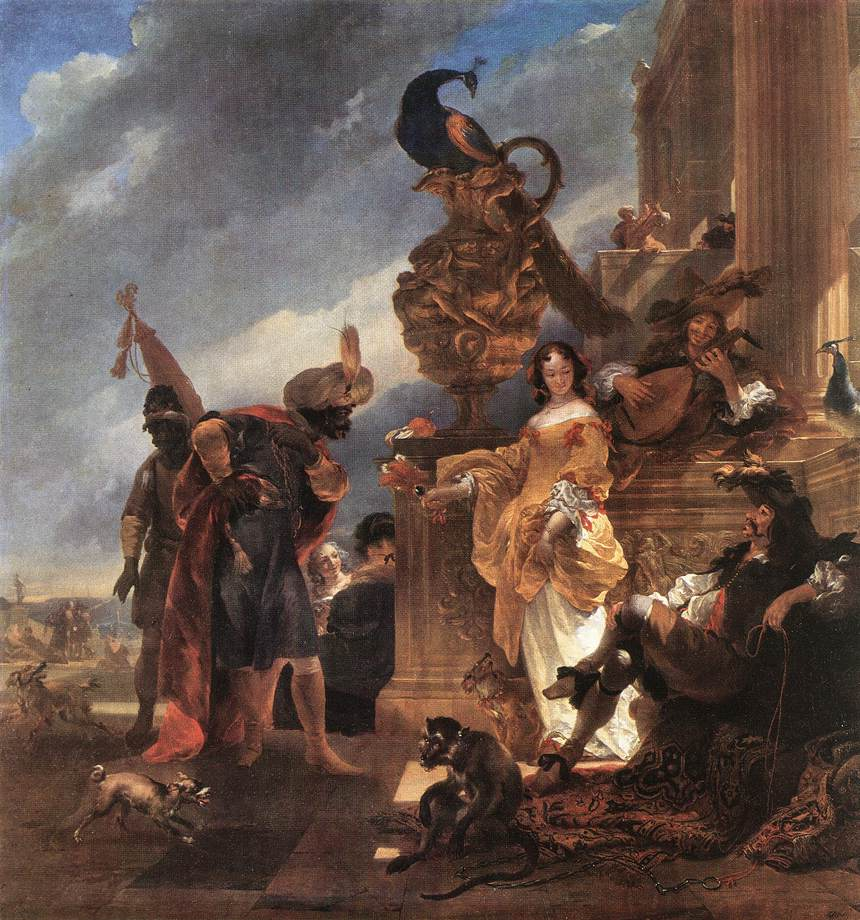
Mohrenbild von Berchem
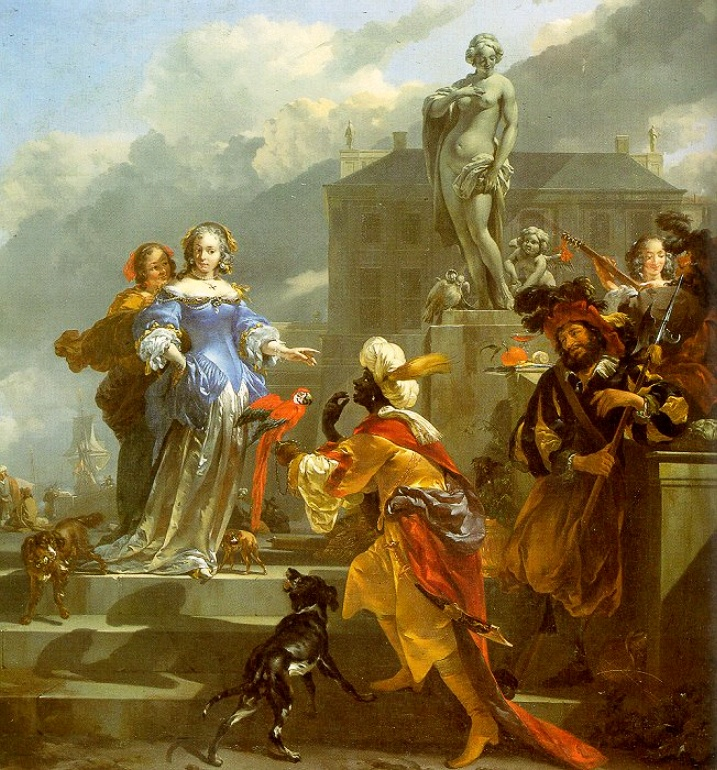
Mohrenbild von Berchem

### Sarotti-Mohr

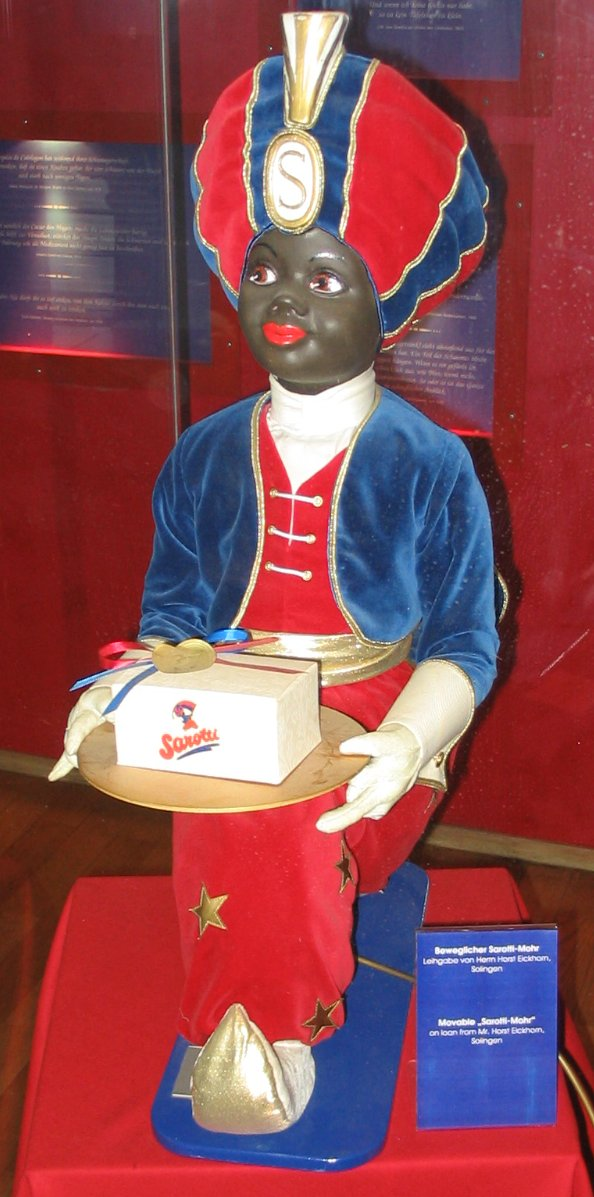
Sarotti-Mohr, ausgestellt im Imhoff-Stollwerck-Museum

### Mohren bei Kaffeeröstereien

Das 2004–2021 gültige Meinl-Logo

### Mohrenbrauerei Dornbirn

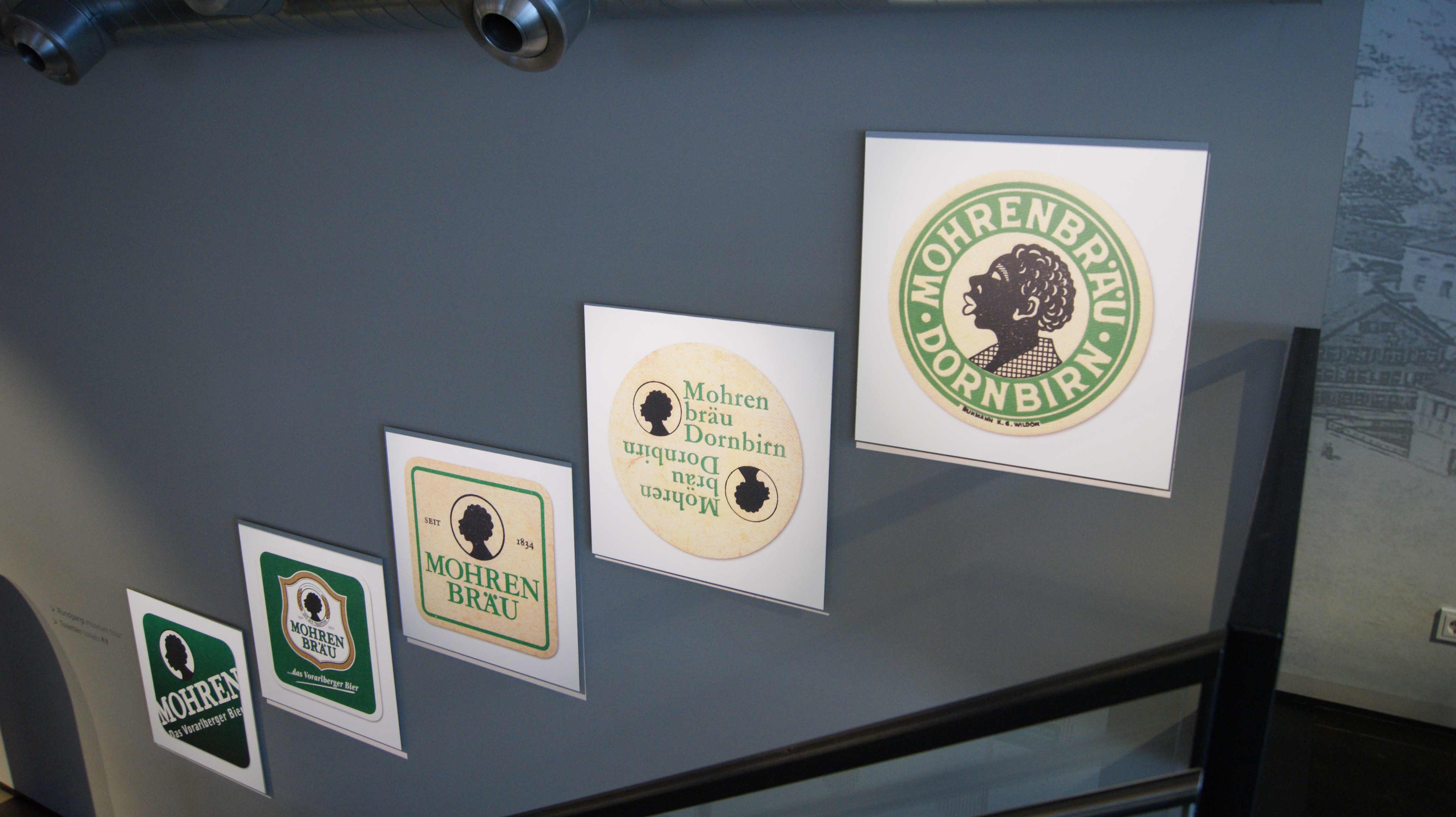
Darstellung der Entwicklung des Mohrenbräu-Logos anhand von Bierdeckeln in der „Mohren Biererlebniswelt“

### Kofila-Riegel

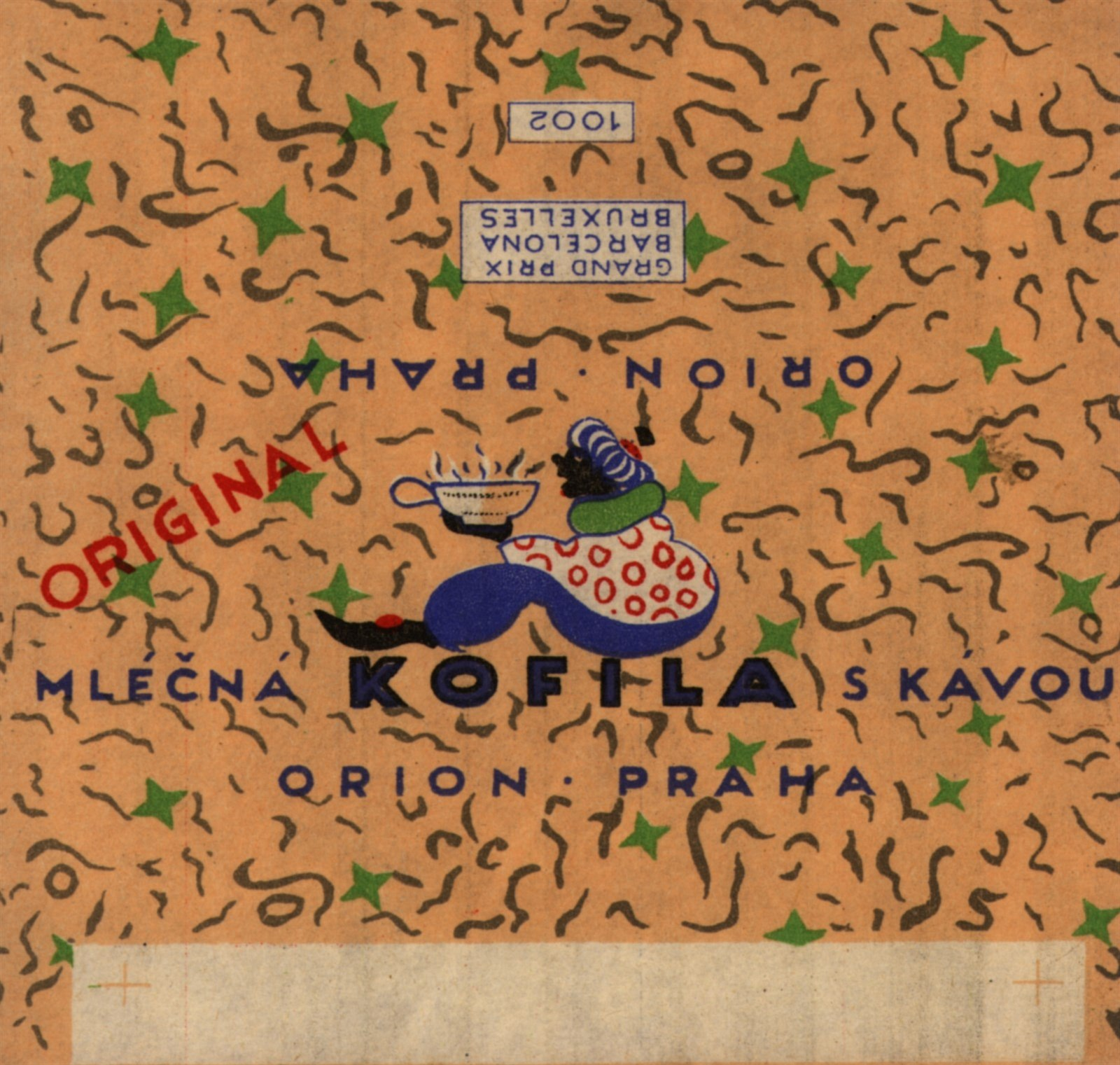
Von Zdenek Rykr stammende Kofila-Figur (1935)

### Apotheken, Brauereien, Gasthäuser, Häuser

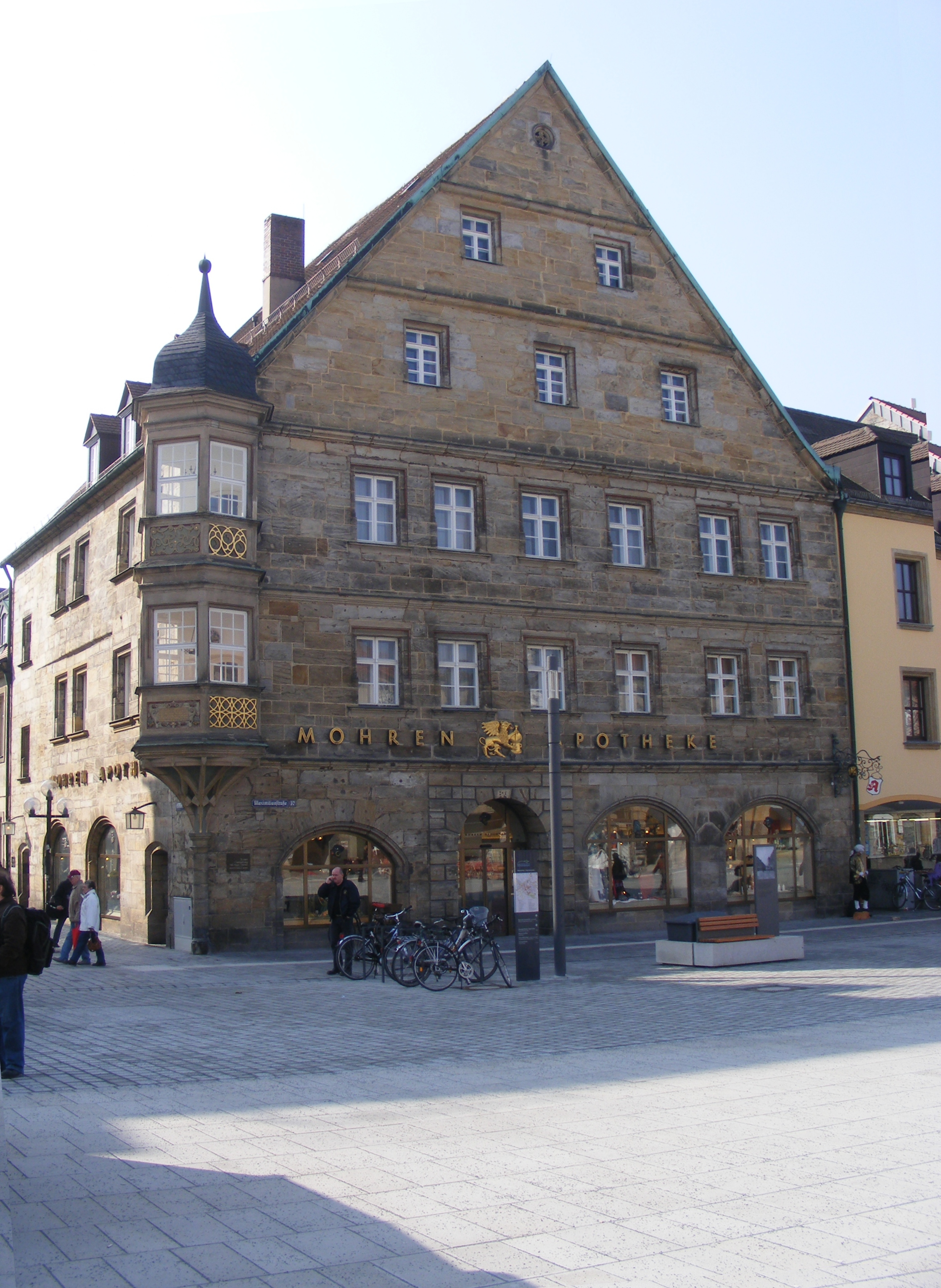
Mohren-Apotheke in Bayreuth (seit 1610)

Firmenwappen der Mohrenbrauerei August Huber im österreichischen Dornbirn (bis Februar 2022)

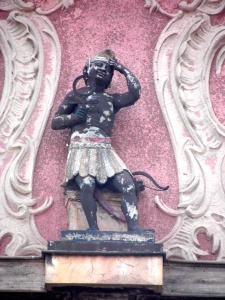
Giebel des Volkshauses zum Mohren in Gotha
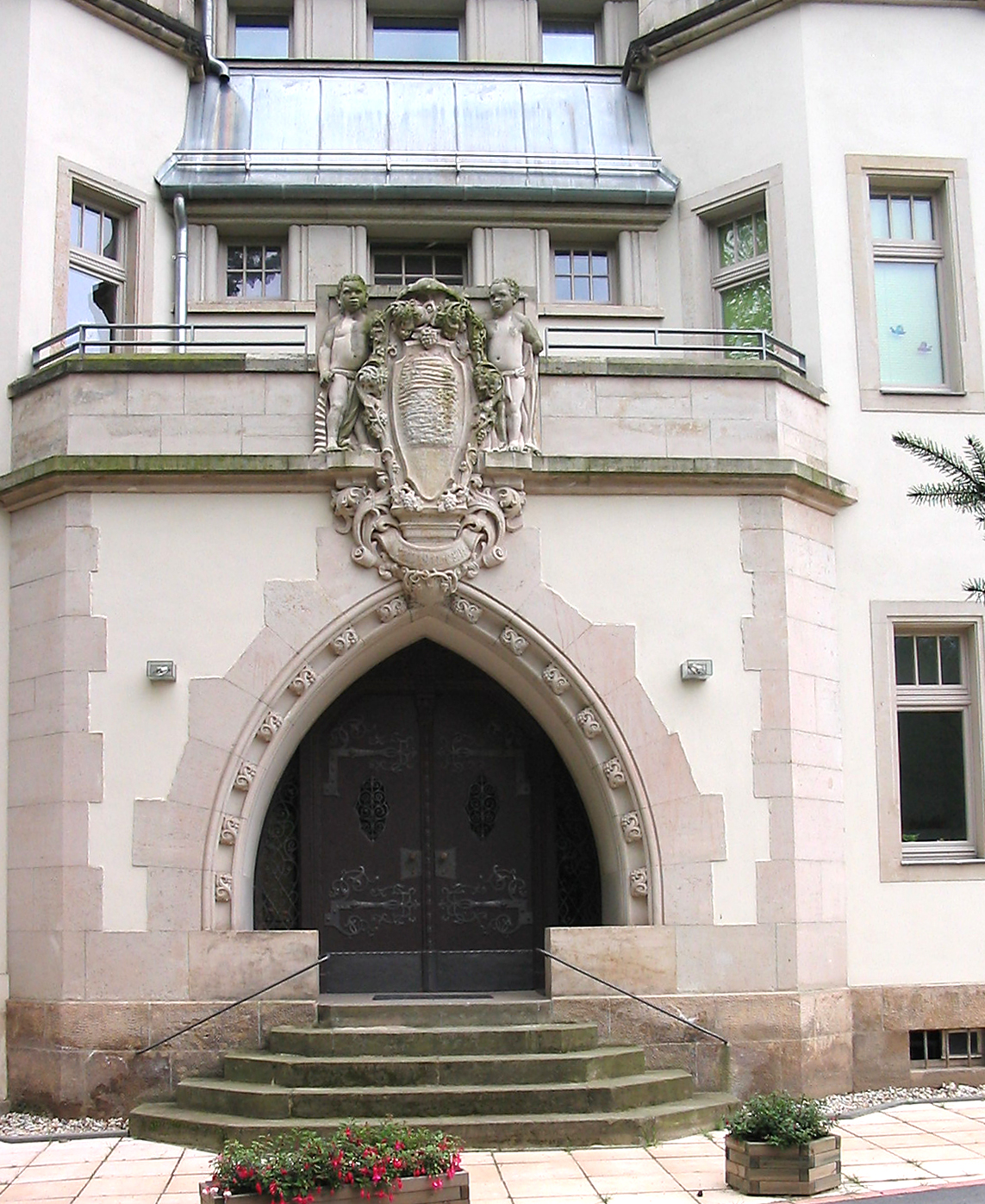
Mohrenhaus in Radebeul
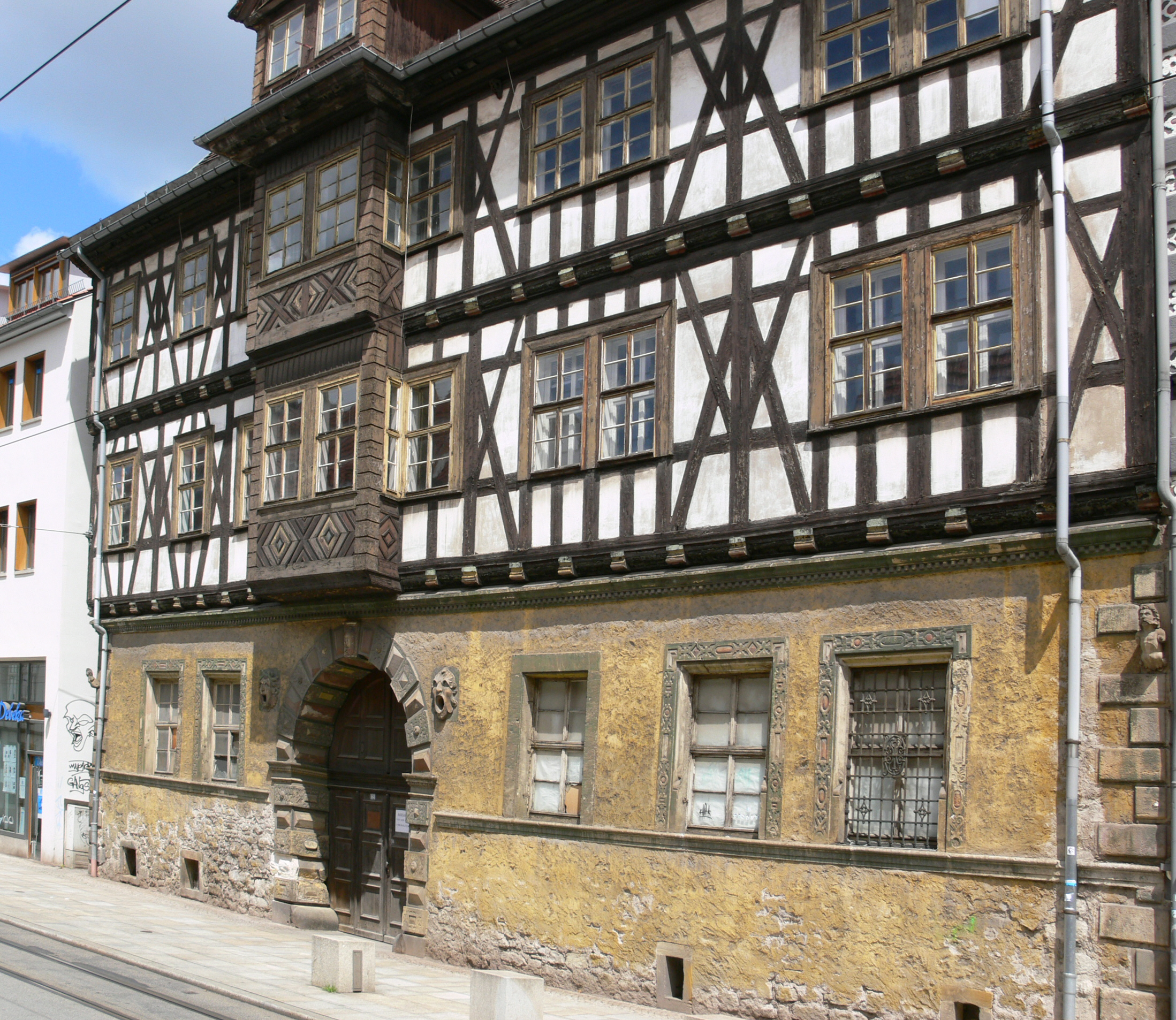
Haus zum Mohrenkopf in Erfurt, Johannesstraße
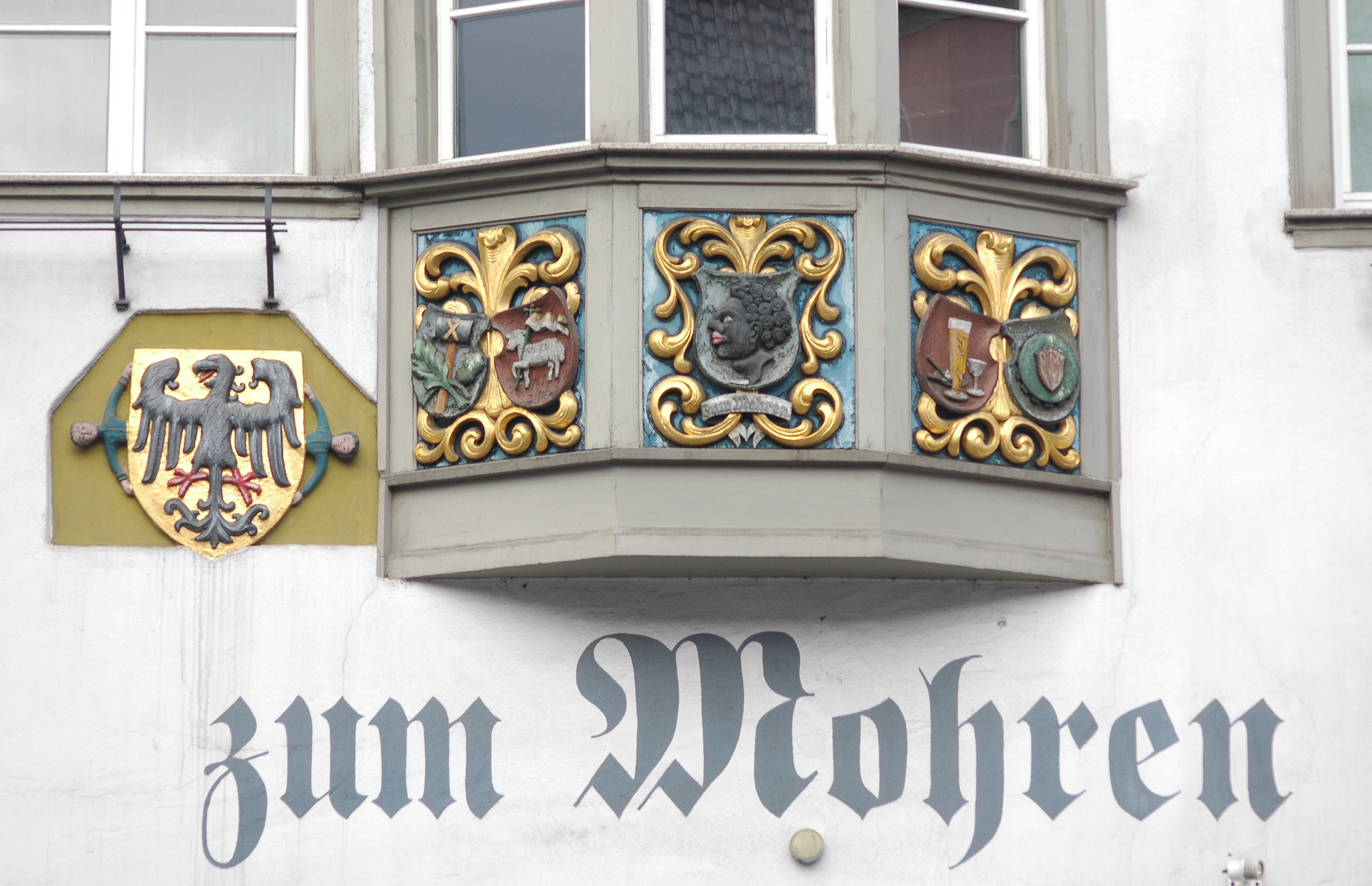
Gasthaus in Rottweil
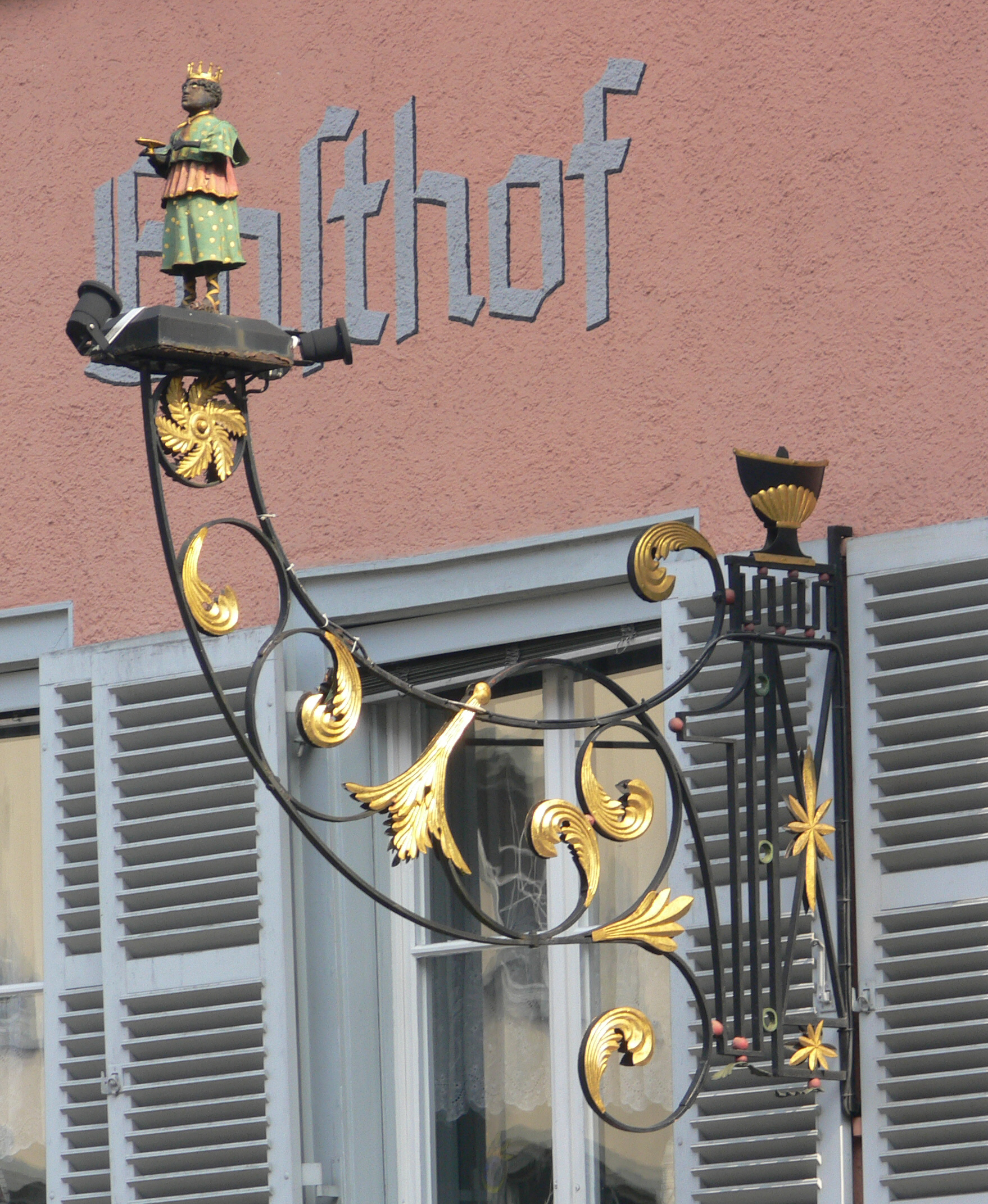
Wirtshausschild Ravensburg
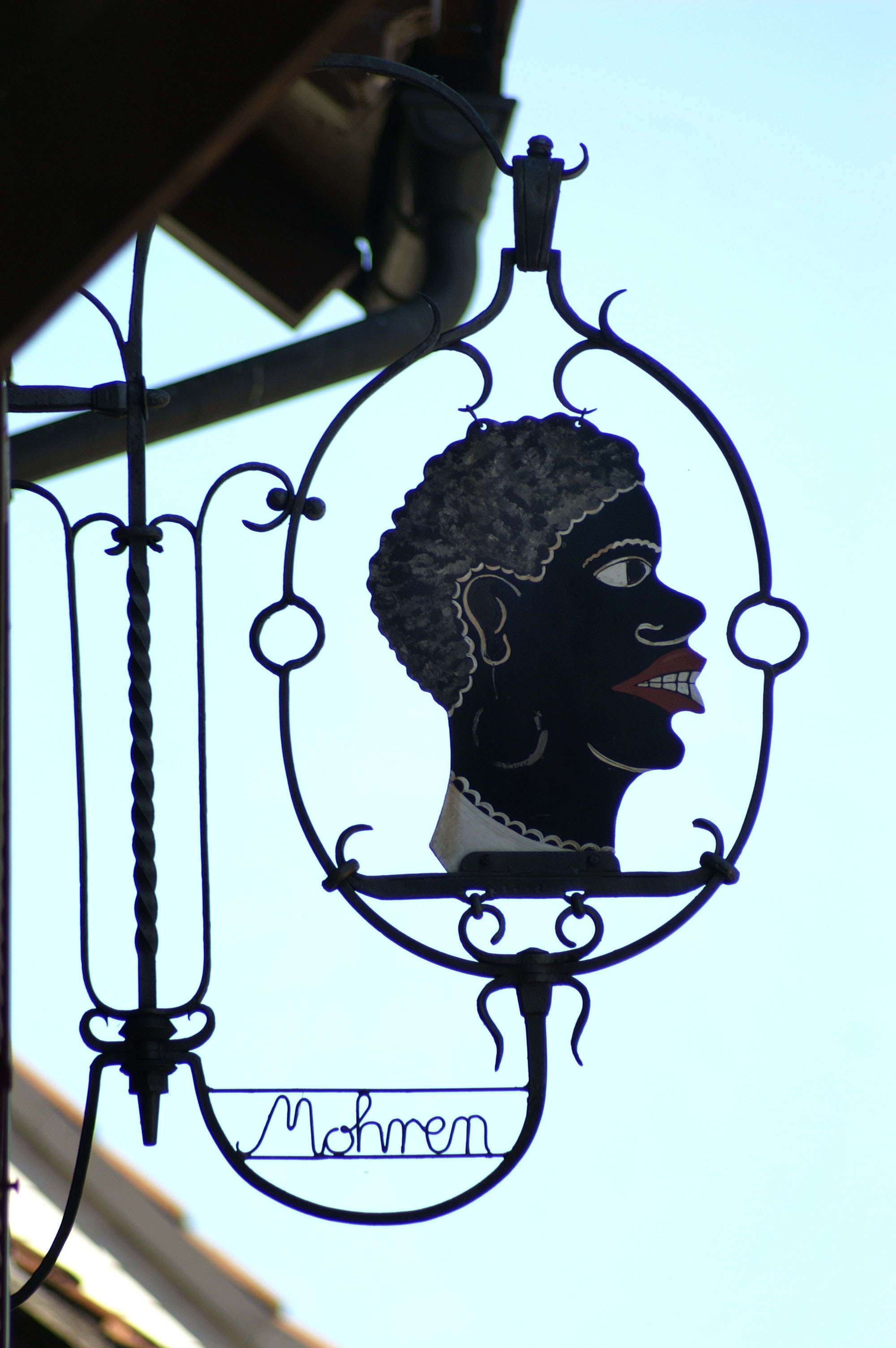
Gasthaus Hatlerdorf in Dornbirn, Österreich
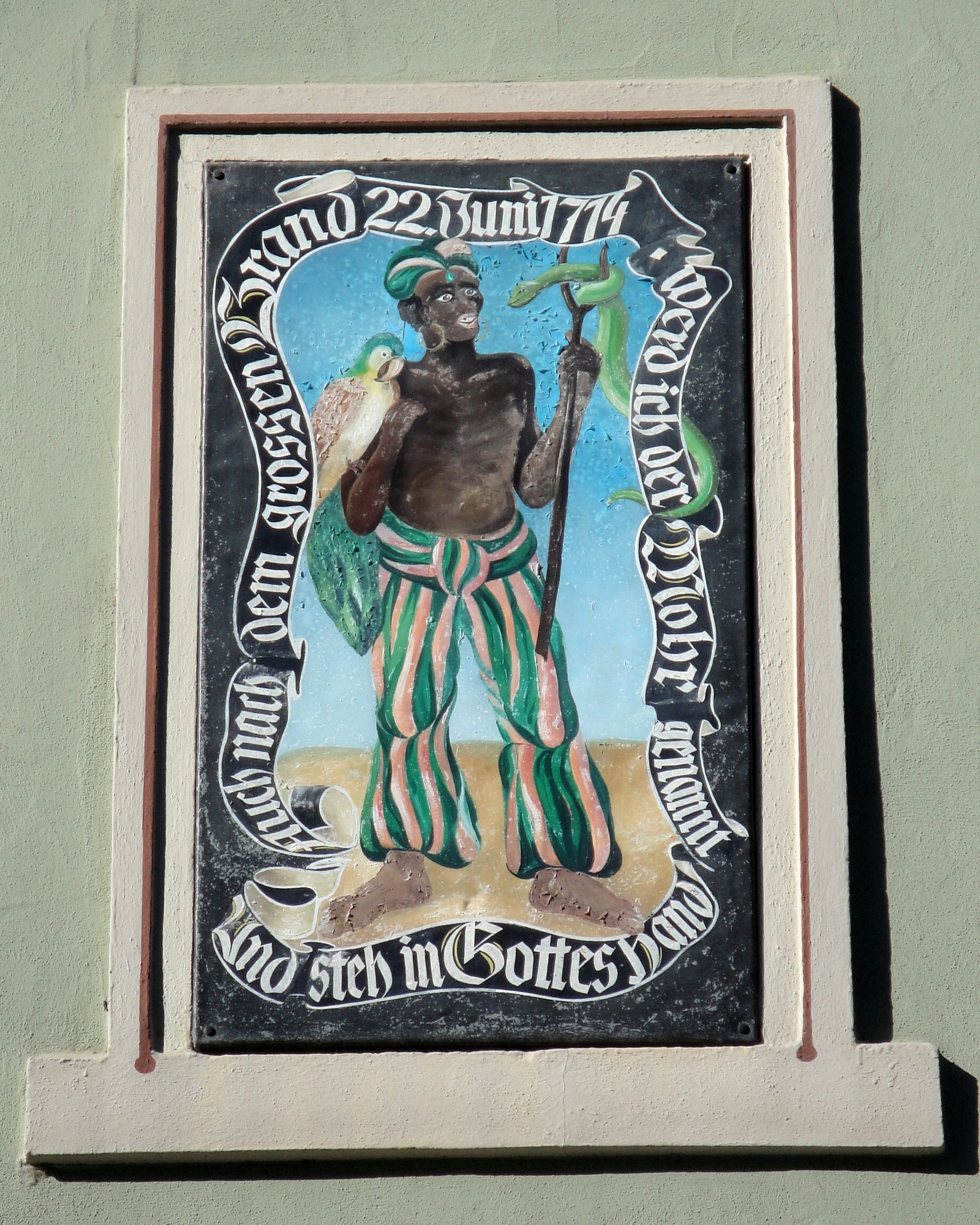
Gedenktafel Mohrencafé am Dom in Naumburg
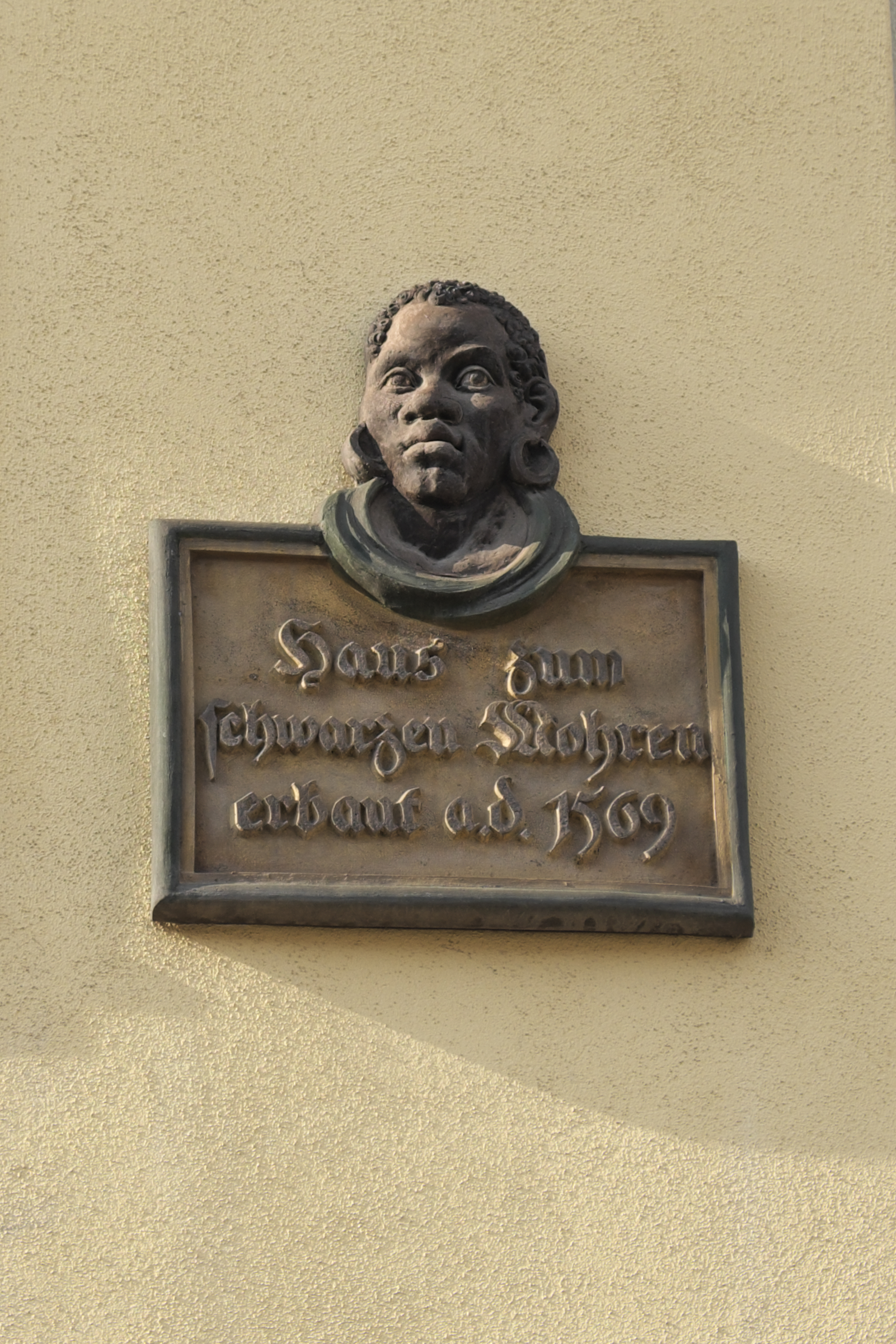
Haus zum schwarzen Mohren in Erfurt, Augustinerstraße
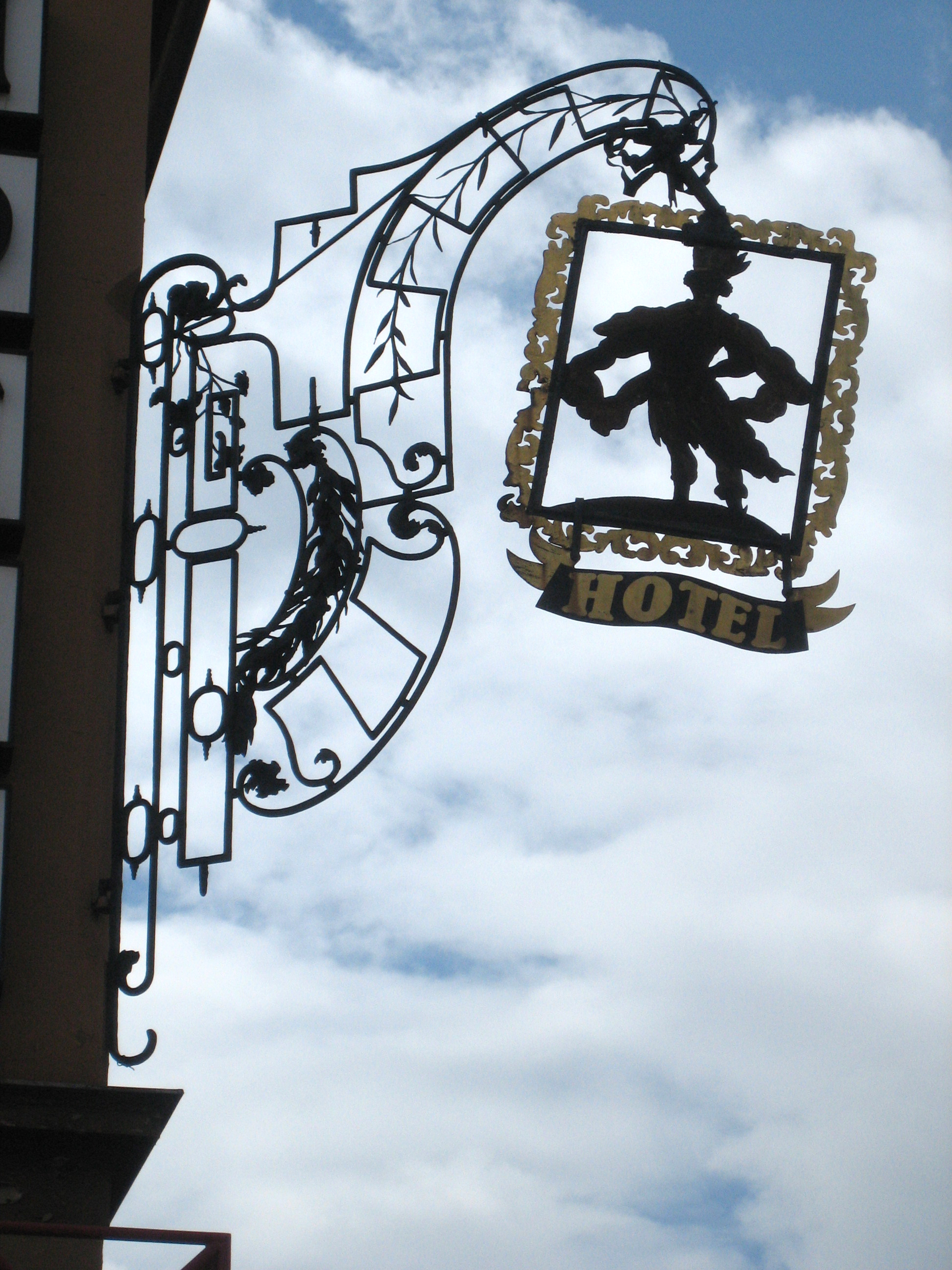
Schild am ehemaligen Hotel zum Mohren in Leoben, Österreich

### Straßen, Plätze, Orte und Brunnen

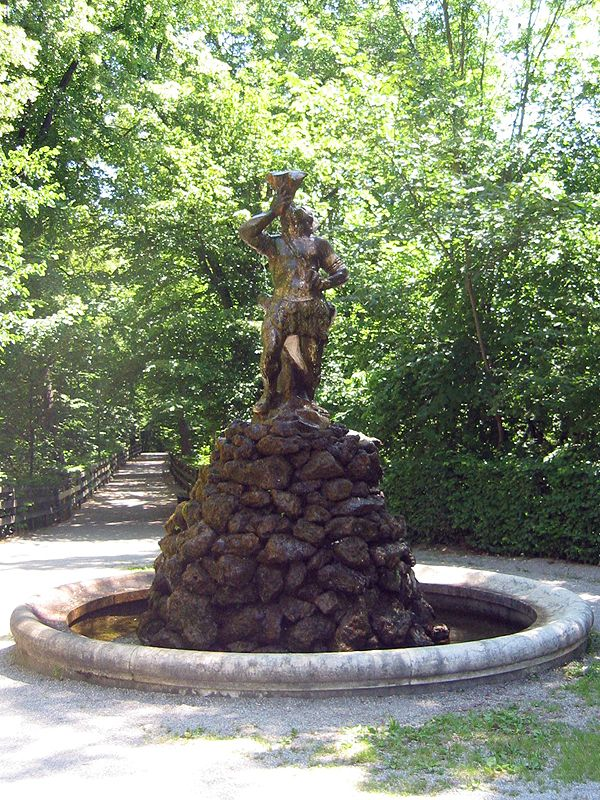
Mohrenbrunnen in Freising
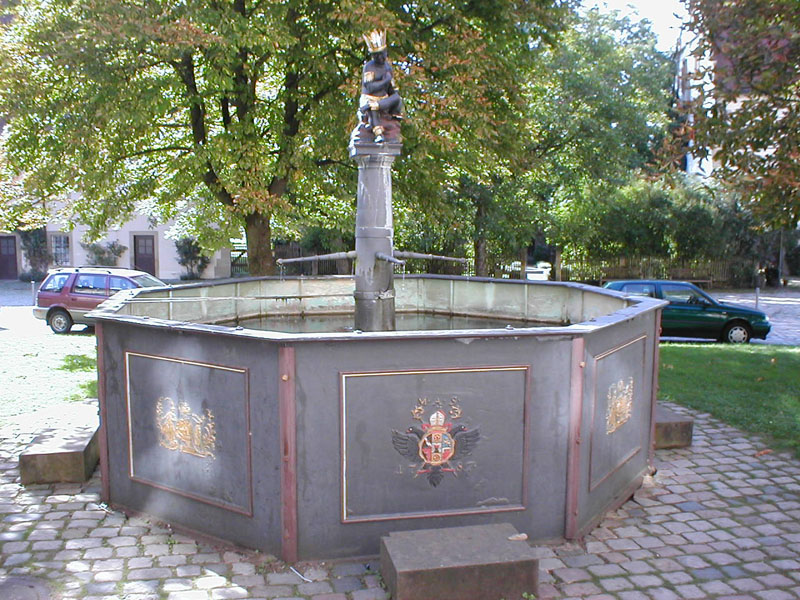
Mohrenbrunnen im Kloster Schöntal
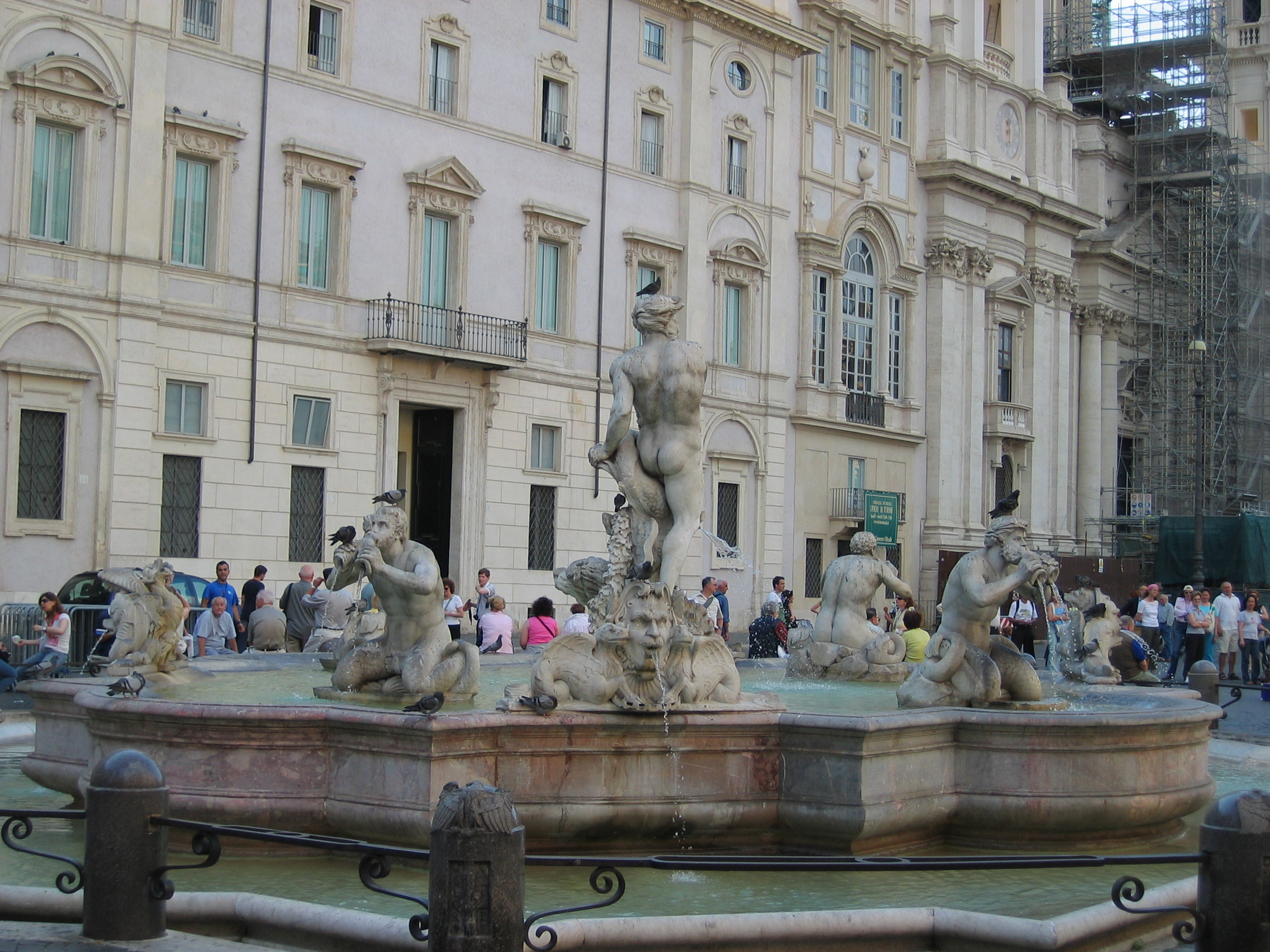
Fontana del Moro von Gian Lorenzo Bernini in Rom
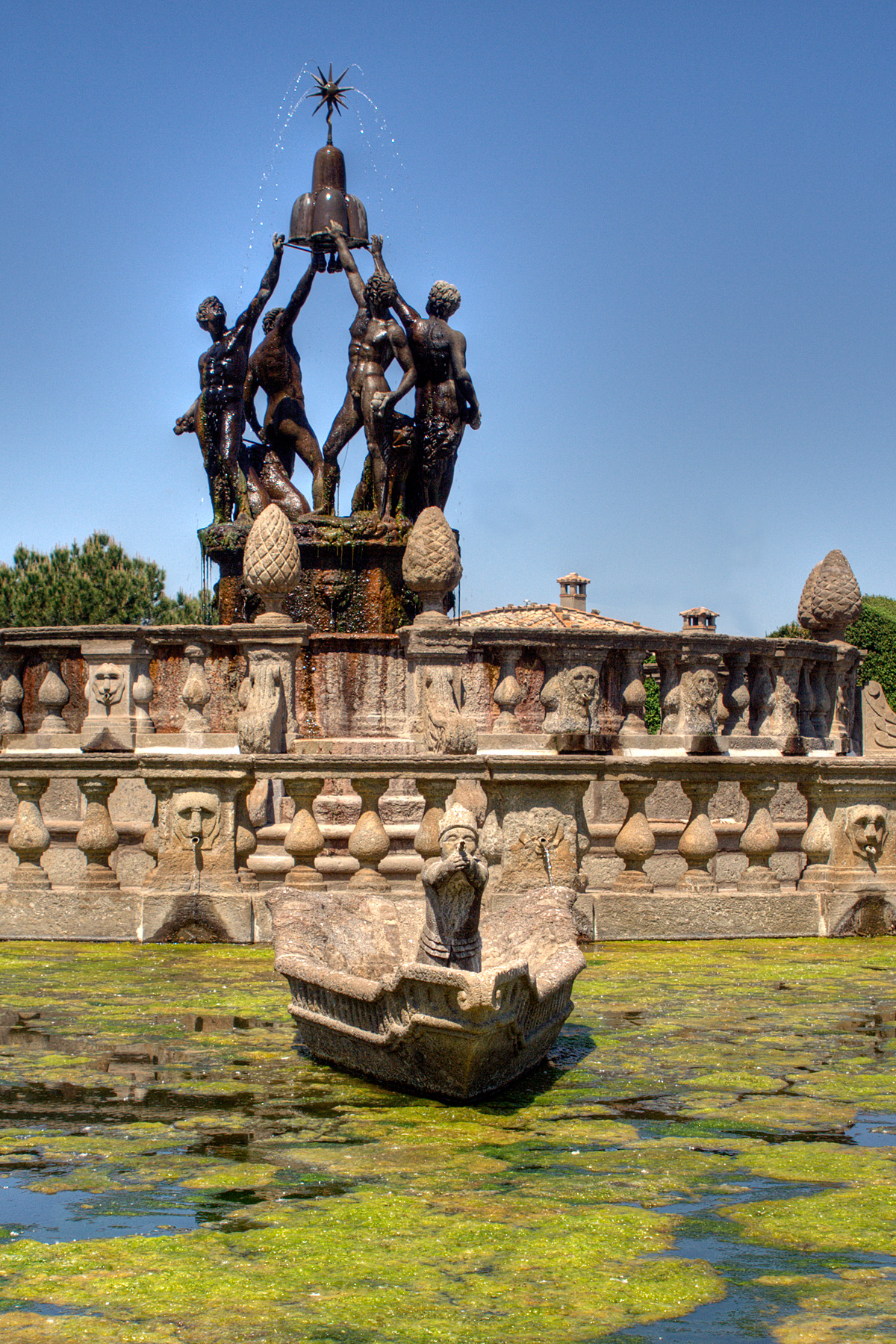
„Fontana dei quattro mori“ im Garten der Villa Lante
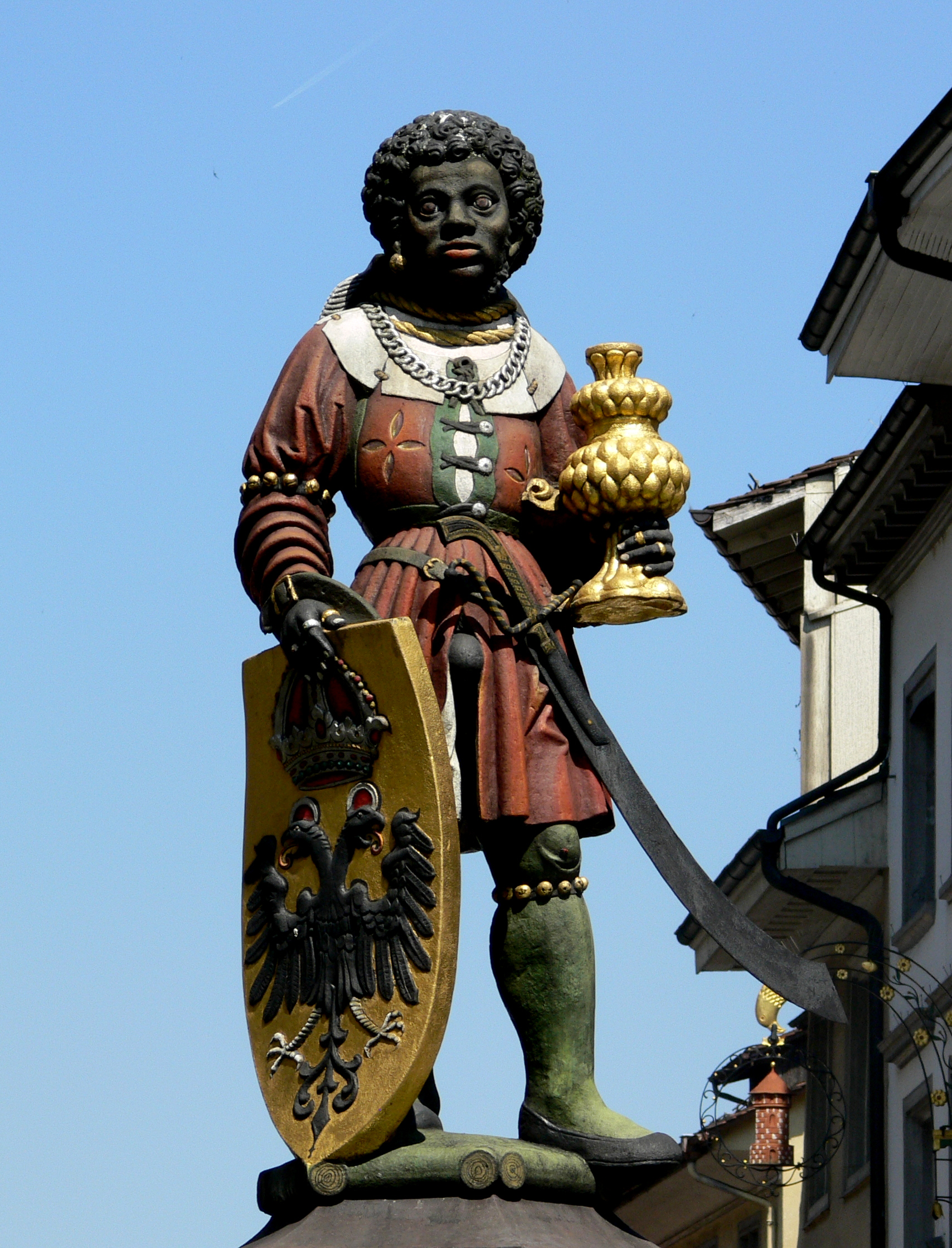
Mohrenbrunnen in Schaffhausen (Figur)
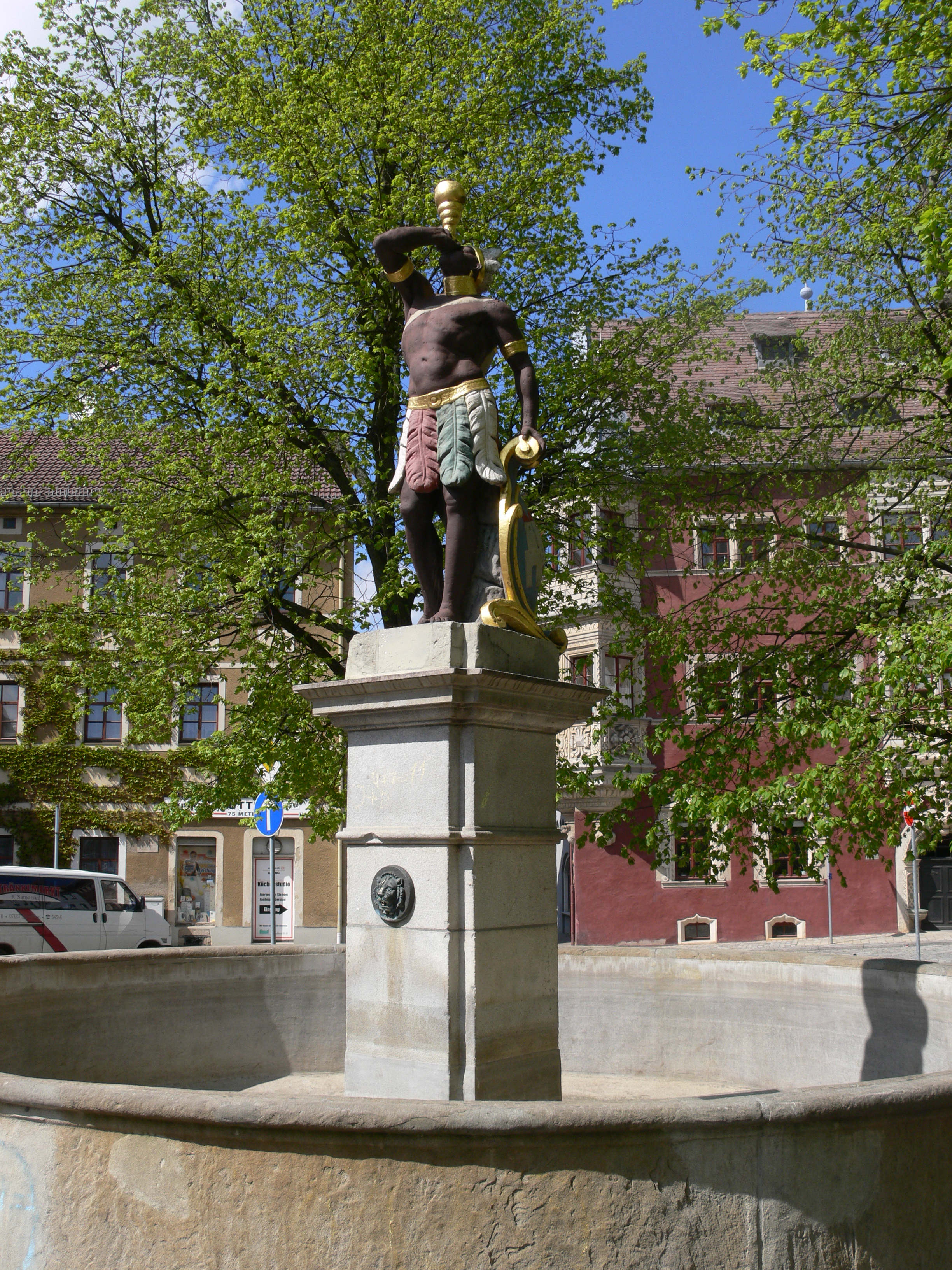
Mohrenbrunnen in Eisenberg
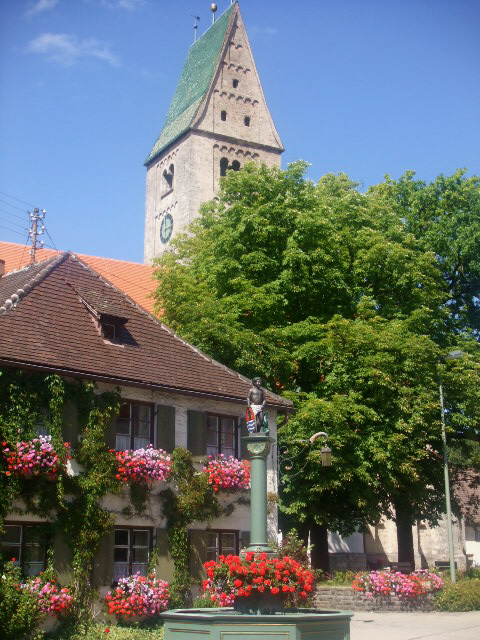
Mohrenbrunnen in Obergünzburg

## Sonstiges

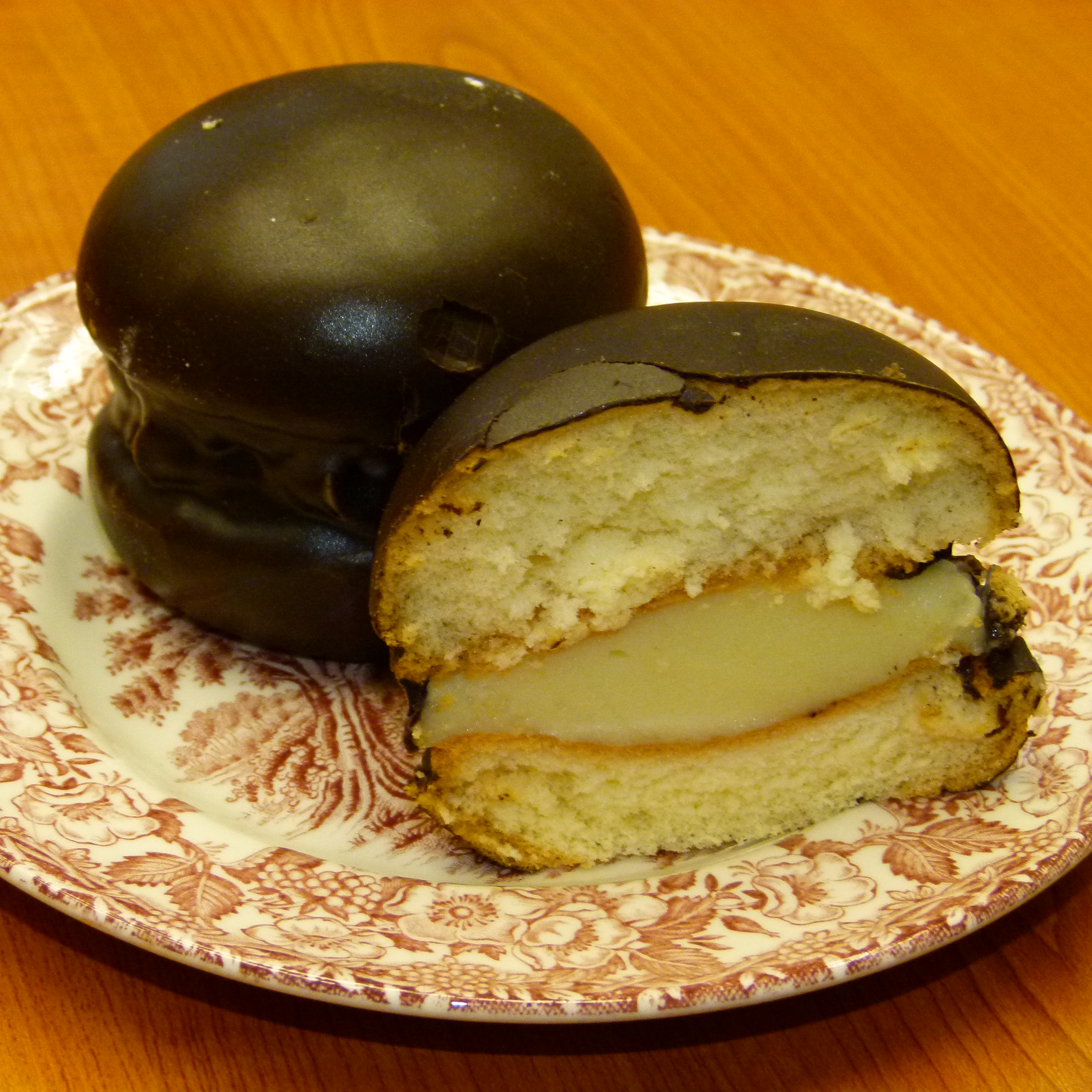
Mohrenkopf

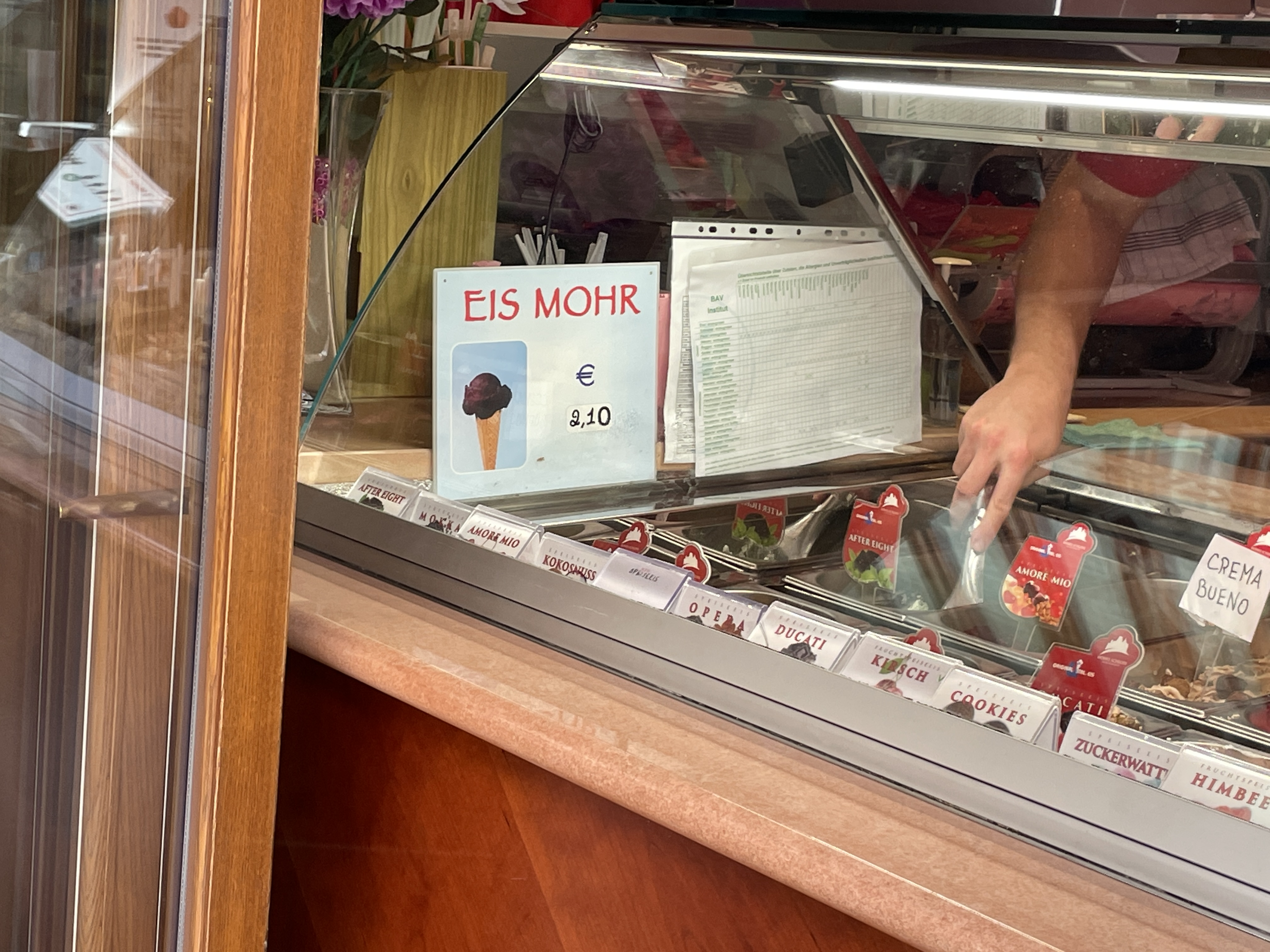
Schild „Eis Mohr“, Eisdiele in Füssen (2021)